# بيت الحكمة

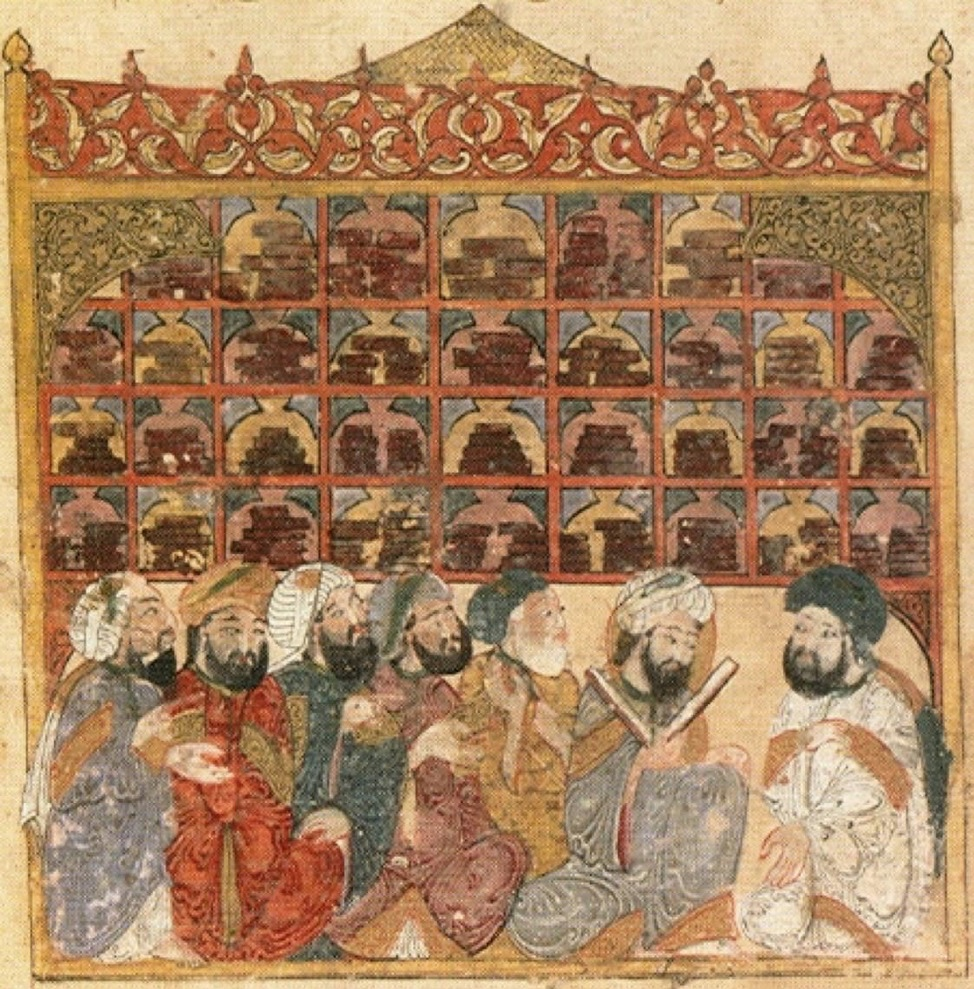
رسم لطلاب في مكتبة بيت الحكمة مستوحاة من مقامات الحريري للرسام يحيى الواسطي، بغداد 1237 م

رسمة تخيلية لما كان عليه بيت الحكمة.

بيت الحكمة أو خزائن الحكمة هيَ أول دار علمية أقيمت خلال العصر الذهبي للإسلام، أُسِّسَت في عهد الخليفة العباسي هارون الرشيد، واتُّخذَ من بغداد مقراً لها. كان أبو جعفر المنصور مهتماً بعلوم الحكمة، فترجمت له كتب في الطب والنجوم والهندسة والآداب، فقام بتخصيص خزانات للكتب في قصره لحفظها حتى ضاق قصره عنها. عندما تولى هارون الرشيد الحكم أمر بإخراج الكتب والمخطوطات التي كانت تحفظ في جدران قصر الخلافة، لتكون مكتبة عامة مفتوحة أمام الدارسين والعلماء وطلاب العلم وسماها ببيت الحكمة، وأضاف إليها ما اجتمع عنده من الكتب المترجمة والمؤلفة، فتوسعت خزانة الكتب وأصبحت أقسام لكل منها من يقوم بالإشراف عليها، ولها تراجمة يتولون ترجمة الكتب المختلفة من الحضارات المجاورة إلى العربية، وتحولت من مجرد خزانة للكتب القديمة إلى بيت للعلم ومركزاً للبحث العلمي والترجمة والتأليف والنسخ والتجليد، وأصبح لبيت الحكمة دوائر علمية متنوعة لكل منها علماؤها ومترجموها ومشرفون يتولون أمورها المختلفة. في عهد المأمون عاش بيت الحكمة عصره الذهبي، فأتجه لجلب الكتب اليونانية من بلاد الروم وترجمتها، وبرز في عهده أسماء كبيرة في حركة النهضة العلمية في علم الفلك والطب والفلسفة ترجمةً وتأليفاً. كان عهد المأمون أزهى عصور بيت الحكمة، ولم يجد بعده من يمنحه العناية الكافية، وبدأت الحركة العلمية في بيت الحكمة في الجمود والإهمال حتى سقطت بغداد بيد هولاكو عام 656 هـ الموافق 1258م، والذي حول بيت الحكمة وغيره من خزائن الكتب العامة والخاصة لخراب، وألقى بعض كتبها في نهر دجلة، قبل الحصار قام نصير الدين الطوسي بإنقاذ حوالي 400,000 مخطوطة ونقلها إلى مرصد مراغة. وبهذا الخراب يكون بيت الحكمة قد امتد عمره من عهد هارون الرشيد حتى سنة 656 هـ عام سقوط بغداد والدولة العباسية، ومرَّ عليه منذ أن أُنشئ 32 خليفة عباسي.
نشأ بيت الحكمة أولاً كمكتبة ثم أصبح مركزاً للترجمة، ثم مركزاً للبحث العلمي والتأليف، ثم أصبح داراً للعلم تقام فيه الدروس وتمنح فيه الإجازات العلمية، ثم ألحق به بعد ذلك مرصداً فلكياً هو مرصد الشماسية. انقسم تنظيم بيت الحكمة الإداري إلى عدة أقسام: المكتبة، وهي أساس الدار وفيها تحفظ كل كتاب يترجم أو يؤلف. النقل والترجمة، وكان منوطاً به ترجمة الكتب من اللغات المختلفة إلى اللغة العربية، ومن أبرز مترجمي الدار يوحنا بن ماسويه وجبريل بن بختيشوع وحنين بن إسحاق وكثير من العلماء العرب واليهود والنساطرة والفرس. البحث والتأليف، وفيه كان المؤلفون يؤلفون كتباً خاصة للمكتبة. المرصد الفلكي، الذي أنشأه المأمون في الشماسية بالقرب من بغداد ليكون تابعاً لبيت الحكمة، وعليه اعتمد المأمون في بعثته التي أرسلها لقياس محيط الأرض. المدرسة، وفيها كان العلماء يلقون دروسهم للطلبة، وتعقد مجالس المناظرة، وتمنح الإجازات العلمية.
كان لبيت الحكمة أثر عظيم في تطور الحضارة الإسلامية، وكان المحرك الأول لبدء العصر الذهبي للحضارة الإسلامية، وأسهم إسهامات كبيرة في مجالات الطب والهندسة والفلك. ساهم بيت الحكمة في إنقاذ التراث العالمي من الفناء والضياع بجلبه كنوز المعرفة من أنحاء العالم وترجمتها ثم حفظها ونشرها. كما أدخل نظام جديد لتنظيم المكتبات وهو ترتيب الكتب بناءً على صنف الكتاب.
لما اضطربت أحوال الخلافة بعد زمن المأمون، ساهمت مؤلفات وعلماء بيت الحكمة في نشأة مراكز ومدارس علمية جديدة في كل من خراسان والري وأصبهان وأذربيجان وما وراء النهر ومصر والشام والأندلس، شجع إنشاء بيت الحكمة دول العالم الإسلامي نحو تأسيس مراكز علمية على غراره، فكانت مكتبة العزيز في القاهرة، ومكتبة الزهراء في قرطبة.

## التأسيس
عندما بدأ العصر العباسي عام 132 هـ الموافق 750م انتقلت عاصمة العالم الإسلامي إلى بغداد، وحرص خلفاء بني العباس وأبرزهم هارون الرشيد والمأمون والمتوكل على استحثاث طلب العلم ودفع عجلته إلى الأمام. كان الخليفة أبو جعفر المنصور أول خلفاء بني العباس اهتمامًا بالعلم والعلماء، وقام باجتذاب الأطباء النساطرة إلى مدينة بغداد، وترجمت له كتب في الطب والنجوم والهندسة والآداب، وألفت له ولعصره الكثير من كتب الحديث والتاريخ، وترجم جرجيس بن بختيشوع مؤلفات كثيرة في الطب من اليونانية إلى العربية، كما أن المنصور طلب من إمبراطور بيزنطة أن يرسل له أعمال إقليدس والمجسطي لبطليموس، وترجم كتاب إقليديس للعربية، وكان هذا الكتاب أول كتاب يترجم من اليونانية إلى العربية في عهد الدولة العباسية. خصص المنصور خزانات لهذه الترجمات وغيرها من المخطوطات القيمة في شتى المجالات وحتى نهاية عهده كانت مخطوطات التراث ودفاتر الترجمة والتأليف تحفظ في قصر الخلافة في بغداد، حتى ضاق عنها على سعة قصره.
لما جاء عهد الخليفة هارون الرشيد كانت بغداد وجهة العلم والأدب ومركز التجارة والصناعة والفنون، فاتجه الرشيد إلى إخراج الكتب والمخطوطات التي كانت تحفظ في قصر الخلافة بعد أن تضخم رصيدها من التراث، إلى مكتبة عامة مفتوحة الأبواب للدارسين وطلاب العلم، وكان أول ما بدأ به هو تأسيس دار رحبة كبيرة نقل إليها كل كتب قصر الخلافة وسماها بيت الحكمة. يقول جمال الدين القفطي: «إن بيت الحكمة كان رمزًا للمناحي العلمية المختلفة فهارون الرشيد هو الذي ابتدع فكرة هذا المعهد وتبناه ابنه الخليفة المأمون، والحكمة في رأي العلماء المسلمين هي العلوم الإلهية والعددية وصناعتا الطب والتنجيم». وكانت أكثر أعمال بيت الحكمة ضمن نطاق هذه العلوم، ولتنوع العمل في بيت الحكمة نصَّب خلفاء بني العباس على ادارتها رئيسًا له من المعرفة والإدراك العلمي ما يتناسب مع هذه الدار العلمية. أنفق المأمون أموالًا طائلة في جلب الكتب إلى دار الحكمة، وأصبح بيت الحكمة مجمع علمي ومرصد فلكي ومكتبة عامة، أنفق المأمون في إنشائها مئتي ألف دينار، وفرغ فيه طائفة من المترجمين وأجرى عليهم أرزاق من بيت المال، يقول ابن خلدون: «إن الإسلام مدين إلى هذا المعهد العلمي باليقظة الإسلامية الكبرى التي اهتزت بها أرجاؤه والتي تشبه في أسبابها، وهي انتشار التجارة وإعادة كشف كنوز اليونان وفي نتائجها وهي ازدهار العلوم والفنون».
تتبع أثر تأسيس بيت الحكمة يشير إلى أنه في خلافة أبي جعفر المنصور (135 هـ / 752م - 158 هـ / 774م) ترجمت له كتب كثيرة في الطب والنجوم والهندسة والآداب، كما ألفت له الكتب في التاريخ والحديث والأدب، وكان المنصور شديد الحرص على هذه الكتب وخصص لها خزانات لحفظها، ووصى بها ابنه وولي عهده محمد المهدي، لكن المهدي كان قليل العناية بالكتب خاصة بعد انتشار حركة الزندقة ببغداد التي شغلته عنها، فضعفت حركة الترجمة في عهده، وتجنب العلماء ترجمة كتب الحكمة والنجوم والكتب التي تبحث في الملل والنحل والأهواء والمعتقدات. مع استلام هارون الرشيد حكم بني العباس (170 هـ / 786م - 193 هـ / 808م) اهتم كثيرًا بعلوم الحكمة وترجمة كتبها من اللغات المختلفة، فاتسعت دائرة الترجمة وزاد عدد المشتغلين بها، وتألق واشتهر في عصره عدد من العلماء أمثال الأصمعي وجبريل بن بختيشوع، فاجتمع حول الرشيد عدد كبير من الكتب، فرأى إنشاء مكان لتحفظ فيه الكتب التي جمعها فأنشأ بيت الحكمة، وجعلها مقرًا لنقل الكتب اليونانية والفارسية إلى العربية. يشير بعض المؤرخين أن هارون الرشيد استحدث هدفًا جديدًا في حملاته العسكرية ضد الروم، فبلإضافة للبعد العسكري، كان هناك هدف علمي يتمثل بجلب نفائس المخطوطات اليونانية إلى بغداد لتعريبها.

## التاريخ

### عصر الرشيد
ارتبط إنشاء بيت الحكمة بهارون الرشيد، الذي يعد أحد أعظم خلفاء بني العباس رغبة في العلم، وأصبحت بغداد في عهده منارة العلماء، وكثر فيها الأدباء والشعراء أمثال: أبو العتاهية والعباس بن الأحنف، ومؤرخين أمثال عبد الملك الأصمعي والواقدي. اتجه الرشيد إلى إخراج الكتب والمخطوطات التي كانت تحفظ في جدران قصر الخلافة، بعد أن تضخم رصيدها من التراث المدون والمخطوطات المؤلفة والمترجمة، لتكون مكتبة عامة مفتوحة أمام الدارسين والعلماء وطلاب العلم. وأضاف الرشيد إلى خزانة المنصور ما اجتمع عنده من الكتب المترجمة والمؤلفة، فتوسعت خزانة الكتب وصارت عدة خزائن، أي عدة أقسام لكل منها من يقوم بالإشراف عليها، ولها تراجمة يتولون ترجمة الكتب المختلفة إلى العربية، وناسخون يشتغلون بنسخ الكتب التي تترجم والتي تؤلف للخزانة، ولها مُجلِّدون يجلدون الكتب ويعنون بزخرفتها.

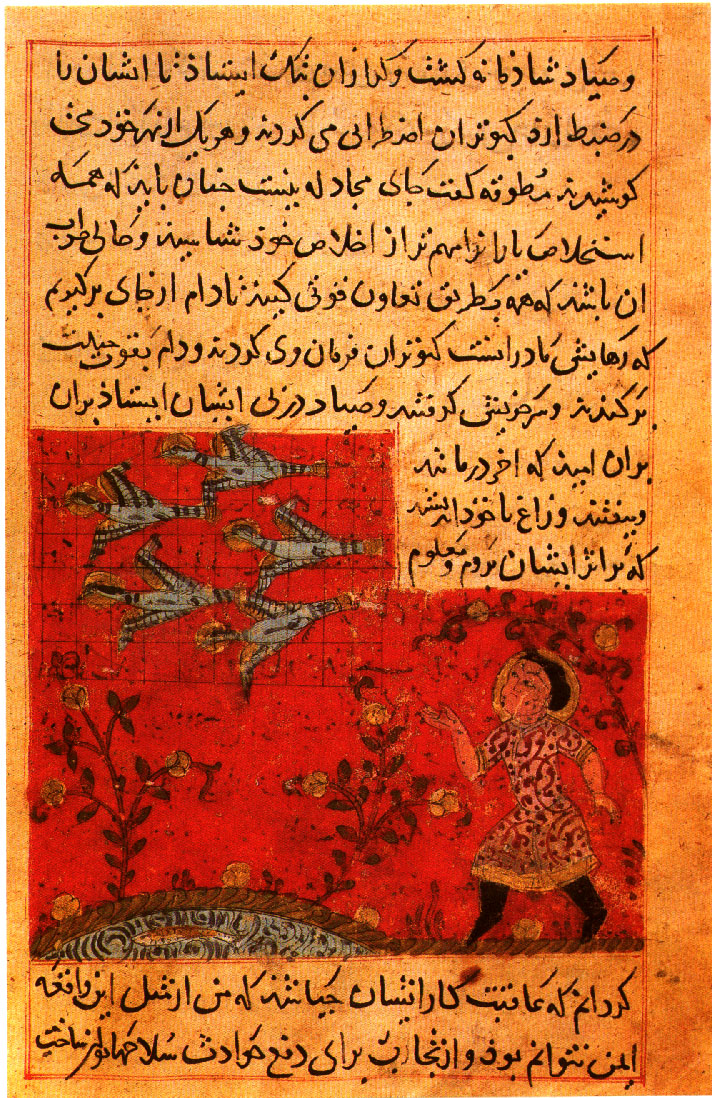
قصاصة من كتاب كليلة ودمنة الذي حولها أبان اللاحقي من نثر إلى شعر بأمر من البرامكة

وعلى هذا العمل تطور بيت الحكمة تطورا كبيرا في عهد الرشيد، حيث تحول من مجرد خزانة للكتب القديمة إلى بيت للعلم ومركزًا للبحث العلمي والترجمة والتأليف والنسخ والتجليد، وأصبح له دوائر علمية متنوعة لكل منها علماؤها وتراجمتها ومشرفون يتولون أمورها المختلفة. ولِمَا كان لهارون الرشيد من تشجيع للترجمة ازدهرت في عهده بعض الأسماء مثل الفضل بن نوبخت الذي كان من مترجمي الرشيد، وقد ولاه القيام بخزانة كتب الحكمة، وكان ينقل من الفارسية إلى العربية ما يجده من كتب الحكمة الفارسية، ومعوله في علمه وكتبه على كتب الفرس وله مؤلفات وتراجم كثيرة، وعهد الرشيد إلى يوحنا بن ماسويه تنسيخ النقلة في عصره، يقول سليمان بن حسان: «كان يوحنا بن ماسويه مسيحي المذهب سريانياً، قلده الرشيد ترجمة الكتب القديمة مما وجد بأنقره وعمورية وسائر بلاد الروم حين سباها المسلمون ووضعه أمينًا على الترجمة، وخدم هارون والأمين والمأمون، وبقي على ذلك إلى أيام المتوكل». كان بعض علماء الهنود قد وفدوا إلى بغداد منذ عهد المنصور سواء من تلقاء أنفسهم أو بعد تلقي دعوة من المنصور، ومعظم الكتب التي وصلت عن الهنود في الطب والفلك والرياضيات، تم الانتهاء من نقلها في عصر الرشيد. كان الرشيد يجود على العلماء والمترجمين، وكان أكثر الخلفاء إكرامًا للعلماء بعد ابنه الخليفة المأمون، وقد قيل إن في زمنه كانت أيام الرشيد كلها خير كأنها من حسنها أعراس، وقد انعكست هذه الأيام على خزانة بيت الحكمة، فاتسعت وكثرت كتبها بين ما أُلف وما ترجم وما نسخ، كما اتسعت مرافقها وزاد عدد العاملين فيها.

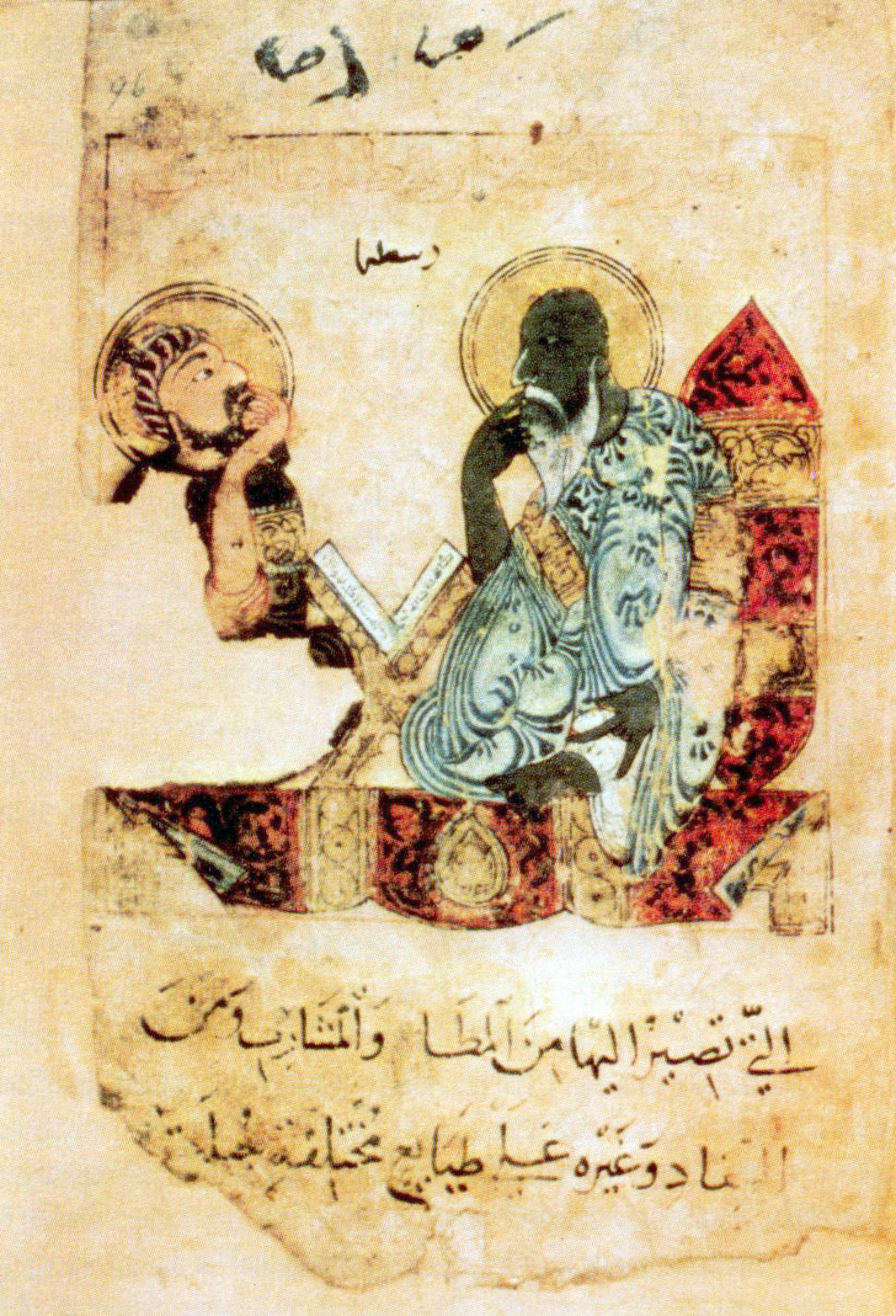
ورقة مطوية من أقدم مخطوطة لكتاب نعت الحيوان، والذي ينسب إلى جبريل بن بختيشوع، والتي تصور أرسطو.

لما فتح هارون الرشيد مدينتي عمورية وأنقرة، أمر بالمحافظة على مكاتبها، وانتدب العلماء والتراجمة من بغداد لاختيار الكتب القيمة منها والتي يندر وجودها عند غيرها من الأمم، فاختاروا الكتب النفيسة النادرة في الطب والفلسفة والفلك ونقلوها إلى بغداد، وولي الرشيد أمر هذه الكتيب إلى يوحنا بن ماسويه، وجعل له من يساعده في ترجمتها. لم يكن الرشيد وحده من يُولي بيت الحكمة والترجمة اهتمامًا خاصًا، فالبرامكة كان لهم يدًا طولى في تطور بيت الحكمة ونهضة الترجمة في عهد الرشيد، ولهم الفضل الكبير في تنشيط الترجمة وبذلوا جهود كبيرة في نقل العلوم القديمة الرومية واليونانية والفارسية والهندية إلى العربية، ومن ذلك طلب يحيى بن خالد البرمكي إلى بطريك الإسكندرية أن يترجم في الزراعة كتابًا عن الرومية، وكان يحيى البرمكي أول من عني بتفسير كتاب المجسطي وهو كتاب من ثلاثة عشر مقالة وإخراجه للعربية، ففسره جماعة ولم يتقنوه، فندب لتفسيره صاحب بيت الحكمة فأتقنه واجتهد في تصحيحه. اعتنى البرامكة عناية واسعة بترجمة التراث الفارسي، وانبرى لهذه المهمة عدد من علماء بيت الحكمة ومنهم: آل نوبخت، وعلى رأسهم الفضل بن نوبخت الذي أكثر من ترجمت كتب الفلك، والفضل بن سهل، ومحمد بن الجهم البرمكي، وزادويه بن شاهويه الأصفهاني، وبهرام بن مردان شاه، وموسى بن عيسى الكروي، وعمر بن الفرخان، بالإضافة لصاحب بيت الحكمة سهل بن هارون. استقدم يحيى بن خالد بعض أطباء الهند ومنهم منكة الذي كان ينقل الطب من الهندية إلى العربية، وأمره يحيى بتفسير كتاب عشر مقالات في البيمارستان. بالإضافة لكتب الحكمة قام البرامكة بالاهتمام بالأدب الفارسي، فنقل أبان اللاحقي كتاب كليلة ودمنة وجعله شعرًا ليسهل حفظه، فأعطاه يحيى بن خالد البرمكي عشرة آلاف دينار وأعطاه الفضل بن يحيى البرمكي خمسة آلاف دينار. كما انتشرت ظاهرة اهتمام الأسر الموسرة بالترجمة زمن هارون الرشيد، من أبرز هذه الأسر أسرة بني موسى بن شاكر: محمد وأحمد والحسن، الذين خصصوا دارًا للنقل والترجمة في بغداد، وأسرة المجِّم، بداية من يحيى بن أبي منصور المنجم، وابنه علي وحفيده يحيى، فقد قاموا بنقل كتب الطب وترجمتها، وتبوأوا مكانة عالية لدى الخلفاء العباسيين.

### عصر المأمون

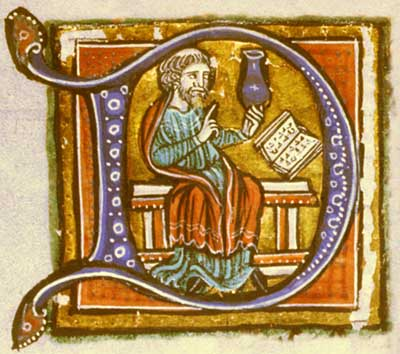
رسمة للعالم والمترجم حنين بن إسحاق، الذي ولاه المأمون مسؤلية الترجمة في بيت الحكمة.

وضع الخليفة المأمون جل اهتمامه في العناية ببيت الحكمة، وكان عهده عصر جني ثمار حركة التأليف والترجمة والبحث العلمي. كانت من أوكد الأسباب عند المأمون لاستخراج الكتب ما رواه ابن أبي أصيبعة: «قال يحيى بن عدي: قال المأمون: رأيت فيما يرى النائم كأن رجلا على كرسي جالسا في المجلس الذي أجلس فيه فتعاظمته وتهايبته وسألت عنه، فقيل لي: هو أرسطو طاليس فقلت أسأله عن شيء، فسألته فقلت: ما الحسن، فقال: ما استحسنته العقول، فقلت ثم ماذا، قال: ما استحسنته الشريعة، قلت ثم ماذا، قال: ما استحسنه الجمهور، قلت ثم ماذا، قال: ثم لا ثم. فكان هذا المنام من أوكد الأسباب في إخراج الكتب». اتجه المأمون لطريقة جديدة في جلب الكتب اليونانية من بلاد الروم، فكان بينه وبين ملك الروم مراسلات، وقد استظهر عليه المأمون، فكتب إلى ملك الروم يسأله الإذن في إنفاذ ما يختار من العلوم القديمة المخزنة في بلد الروم، فأجاب إلى ذلك بعد امتناع، فأخرج المأمون لذلك جماعة منهم الحجاج بن مطر ويحيى بن البطريق، وسلمت الكتب إلى صاحب بيت الحكمة وغيره، فأخذوا مما وجدوا، وأمرهم المأمون بنقل الكتب فنقلت إلى العربية، وكان يوحنا بن ماسويه ممن نفذ إلى بلاد الروم، وأحضر المأمون لمهمة الترجمة حنين بن إسحاق، وكان فتيَّ السن، وأمره بنقل ما يقدر عليه من كتب الحكماء اليونانيين إلى العربية، وإصلاح ما نقل غيره. كما روى ابن نباته عند الكلام عن المأمون وسهل بن هارون قال: «وجعله كاتبًا على خزائن بيت الحكمة، وهي كتب الفلاسفة التي نقلت للمأمون من جزيرة قبرص، وذلك أن المأمون لما هادن صاحب هذه الجزيرة أرسل إليه يطلب خزانة كتب اليونان، وكانت مجموعة عندهم في بيت لا يظهر عليه أحد، فأرسلها واغتبط بها المأمون وجعل سهل بن هارون خازنا لها»، بلغ شغف المأمون بكتب الحكمة والفلسفة أنه إذا ما عقد معاهدة مع بعض ملوك الروم، فإنه يشترط عليه أن يرسل إليه من نفائس كتب الحكمة في بلاده، ومن ذلك أنه جعل أحد شروط معاهدة الصلح بينه وبين ميخائيل الثالث قيصر الروم أن ينزل الثاني للأول عن إحدى المكتبات الشهيرة في القسطنطينية، كان بين ذخائرها الثمينة كتاب بطليموس في الفلك، فأمر المأمون بنقله للعربية وسماه المجسطي، ويروى عن المأمون أنه كان يطلب من المغلوبين والمهزومين الروم المخطوطات الإغريقية في مقابل توقيع معاهدات سلام أو الإفراج عن الأسرى.

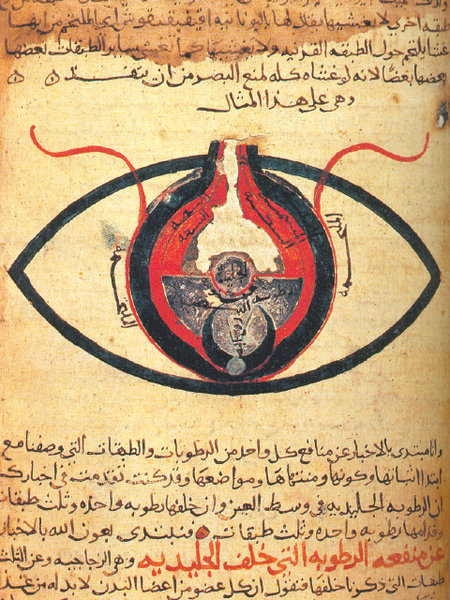
مخطوطة لتشريح العين، ألفها حنين بن اسحق، مأخوذة من كتابه المسائل في العين.

كان من تشجيع الخليفة المأمون للترجمة أنه كان يعطي المترجم زنة ما ينقله من الكتب إلى العربية مثلًا بمثل، قال أبو سليمان المنطقي: «إن بني شاكر وهم محمد وأحمد والحسن كانوا يرزقون جماعة من النقلة منهم حنين بن إسحاق وحبيش بن الحسن وثابت بن قرة وغيرهم في الشهر خمسمئة دينار للنقل والملازمة». برز في عهد المأمون أسماء كبيرة في حركة النهضة العلمية سواءً في علم الفلك أم الطب أم الفلسفة ترجمة وتأليفًا ومنهم: أحمد بن محمد بن كثير الفرغاني أحد منجمي المأمون، وبختيشوع جورجيس، وجبريل بن بختيشوع، وجبرائيل الكحال، والحارك المنجم، والحسن بن سهل بن نوبخت، وزكريا الطيفوري، وسهل بن سابور بن سهل المعروف بالكوسج، وجورجيس بن يختيشوع، وعيسى بن الحكم، وزكريا الطيفوري، وسند بن علي المنجم، وسلمويه بن بنان، وصالح بن بهلة الهندي، والعباس بن سعيد الجوهري، وعبد الله بن سهل بن نوبخت، وأبو حفص عمر بن الفرخان الطبري أحد رؤساء التراجمة والمتحققين بعلم النجوم، وموسى بن شاكر وأبنائه الثاثة: محمد وأحمد والحسن وهم من منجمي المأمون وكانوا من أبصر الناس بالهندسة وعلم الحيل، وموسى بن إسرائيل، وميخائيل بن ماسويه، ويحيى بن أبي منصور، ويعقوب بن إسحاق الكندي وتلاميذه: حسنويه ونفطويه وسلمويه ورحمويه وأحمد بن الطيب، ويوحنا بن البطريق الترجمان مولى المأمون، ويوحنا بن ماسويه، وأبو قريش المعروف بعيسى الصيدلاني، وابن دهن الهندي. تولى سهل بن هارون في عهد المأمون إدارة بيت الحكمة، بالإضافة لتوليه خزانة المأمون، أما يحيى بن أبي منصور الموصلي المنجم أحد أصحاب الأرصاد ومحمد بن موسى الخوارزمي فقد كانا من خزنة بيت الحكمة، وكان من أكثر من يتردد على الدار الصنوبري الحلبي والفضل بن نوخت وأولاد شاكر، وكان عملهم يؤدى بصفة رسمية سواء للمطالعة أو النسخ أو الترجمة أو التأليف.
أنشأ المأمون ديوانًا خاصًا بالترجمة في بيت الحكمة، ووضع على رأسه حنين بن إسحاق، وأمر بوضع خارطة للعالم سميت الصورة المأمونية أو الخريطة المأمونية، وهي أول خريطة للعالم في عهد العباسيين، قال المسعودي في كتابه التنبيه والإشراف: «رأيت هذه الأقاليم مصورة في غير كتاب بأنواع الأصباغ، وأحسن ما رأيت من ذلك في كتاب جغرافيا مارينوس، وتفسير جغرافيا قطع الأرض، وهي الصورة المأمونية التي عملت للمأمون واجتمع على صنعتها عدة من حكماء أهل عصره صور فيها العالم بأفلاكه ونجومه، وبره وبحره وعامره وغامره، ومساكن الأمم والمدن وغير ذلك، وهي أحسن مما تقدم من جغرافيا أبطليموس وجغرافيا مارينوس وغيرهما». جاء في خريطة المأمون ومسحه وصف 530 مدينة وبلدة، وخمسة أبحر، و290 نهرًا، و200 جبلًا. كما أنشأ دارًا للتعريب، ورصد فيها علماء لتهذيب الكتب المترجمة وتوجيه أسماء المعرفة من الأعلام والأجناس على ما يناسب المنطق العربي. أطلق المأمون في أواخر عهده برنامجًا منهجيًا للدراسات الفلكية، وأنشأ أول مرصد فلكي في التاريخ الإسلامي، وأقامه في بغداد في منطقة الشماسية، ثم أنشأ مرصدًا آخرًا في دمشق، وأرسل أول بعثة علمية لقياس محيط الأرض، وكان حسابُ بحاثة المأمون لمحيط الأرض قريبًا جدًا مما يُعرف اليوم.

### الجمود والانهيار
كان عهد المأمون أزهى عصور بيت الحكمة، ولم يجد هذا المعهد بعد المأمون من يمنحه عناية المأمون، وكان أول من قلل من شأنه هو المعتصم بالله خليفة بني العباس بعد المأمون، فالمعتصم كان قليل المعرفة بالثقافة، فلم يرع بيت الحكمة كما كان في عهد سلفه، واتجه لجلب المماليك وتدريبهم، ثم هجر بغداد وانتقل إلى سامراء، فأصيب بيت الحكمة بنكسة جديدة نتيجة انتقال الخلفاء من بغداد، ثم تزاحمت الأحداث على بغداد وكثرت فيها الحروب والفتن، وكل هذه الأمور كانت سببًا من أسباب جمود الحركة العلمية في بيت الحكمة. في عصر المعتصم كان الوزير محمد بن عبد الملك الزيات يهتم بأمور بيت الحكمة ويشرف عليها في بغداد، وكانت دار الخلافة قد انتقلت إلى سامراء، فخصص الزيات خلال وزارته للمعتصم والواثق مبلغًا شهريًا قُدِّر بألفي دينار، وعلى الرغم من استمرار الأرزاق وصرف الأموال على بيت الحكمة والدارسين فيها، إلا أن الفتور أصاب حركة الترجمة في بيت الحكمة بسبب عدم اهتمام الخليفة المستعصم بالله بذلك.

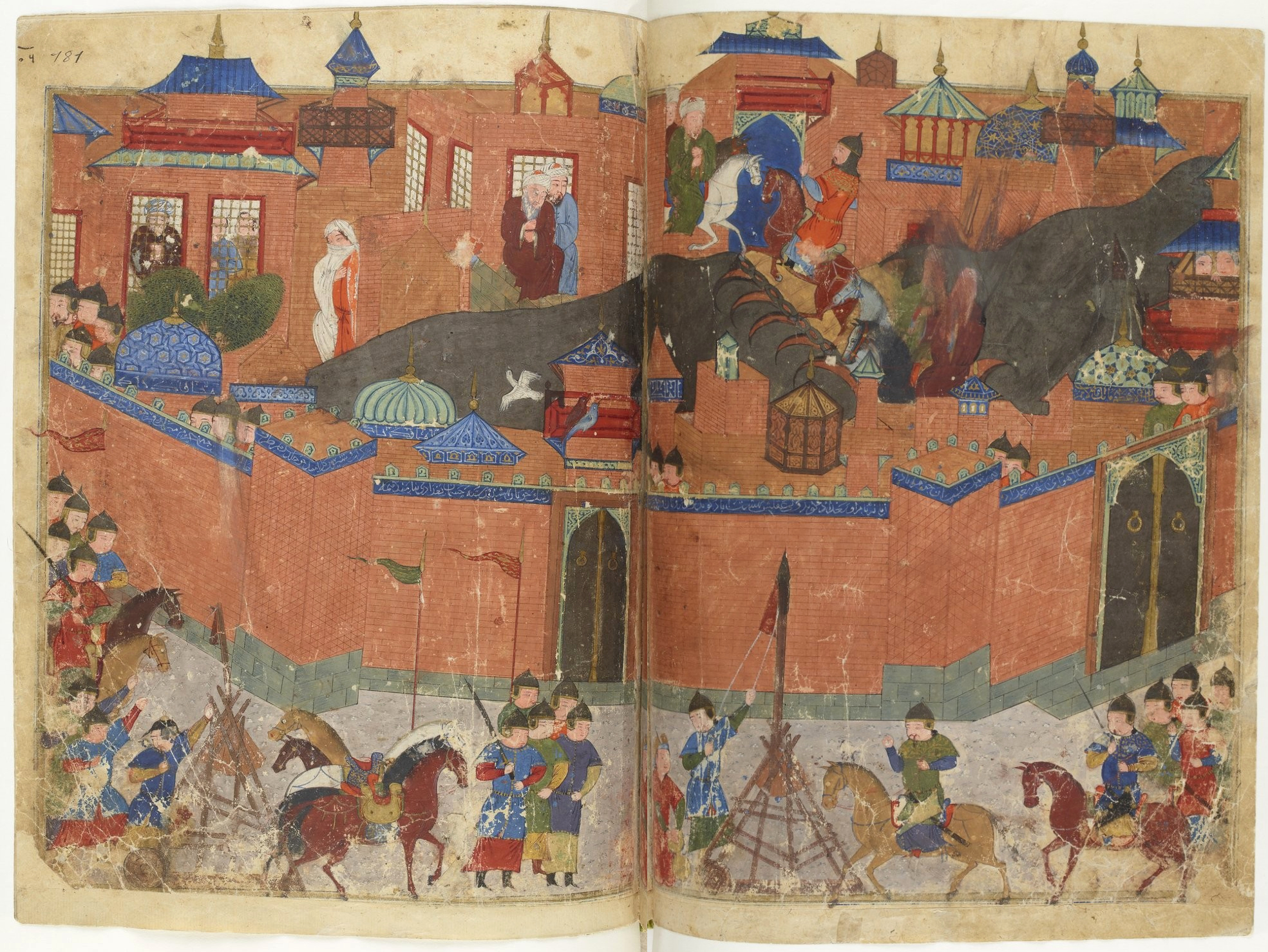
لوحة تصوّر حصار هولاكو خان لبغداد عام 1258م، أخذت من كتاب جامع التواريخ.

ما إن انتهت خلافة المعتصم حتى استلم الخلافة الواثق بالله، وعاد النشاط من جديد إلى بيت الحكمة، إذ عمل الواثق على رعاية العلم واحتضان العلماء. لكن بيت الحكمة عاد لمرحلة الإهمال بعد المتوكل بالله العباسي، وكان للفتن والحروب بين المعتز والمستعين أثر كبير في اهمال بيت الحكمة، ومع ذلك فلم يتخلى الخلفاء العباسيون ولا وزرائهم عن دعم الترجمة إلى العربية، واختص كل خليفة بطبيب من الأطباء المشهورين الذين عرفوا بالترجمة والتأليف. عندما رجع الخلفاء من سامراء إلى بغداد، صاروا يشجعون الترجمة فكان الطبيب يوحنا بختيوشع ينقل من اليونانية زمن الموفق بالله.
منذ بدأ العصر العباسي الثاني دخلت الحركة العلمية في بيت الحكمة مرحلة الجمود بسبب ضعف الخلفاء العباسيين، واستمرت هذه المرحلة حتى سقوط بغداد بيد هولاكو عام 656 هـ الموافق 1258م، وقتله لآخر خلفاء بني العباس في بغداد المستعصم بالله، واستباحته للمدينة بكل ما فيها من حي وجماد، لكن هولاكو تمادى في تخريب وتدمير بغداد، فلم يبقي فيها أثرًا للمخطوطات القديمة القيمة والذخائر الثمينة التي كانت مكنوزة منذ قرون في قصور الخلفاء وبيوت الأمراء، ثم تحول إلى بيت الحكمة وغيرها من خزائن الكتب العامة والخاصة فألقى بعضها في نهر دجلة، فسد مجراه، وعبر الناس على الكتب من جانب إلى جانب كأنها جسر معقود، أما بعضها الآخر فقضي عليه نتيجة الحرائق التي اشعلت في بيت الحكمة وبعض جزائن الكتب. من الكنوز الفاخرة والمخطوطات العظيمة التي أجهز عليها التتار تحف الملوك وداياهم ومراسلاتهم التي وجهوها إلى الخلفاء العباسيين في بغداد ما أهداه الناصر صلاح الدين الأيوبي إلى أحد خلفاء بني العباس وهي 300 مجلد من الكتب. بدخول التتار بغداد ذهبت جزانة كتب بيت الحكمة، وذهبت معالمها وأعفيت آثارها، وانحل أمر بيت الحكمة بانحلال الخلافة. وبذلك تكون دار الحكمة قد امتد عمرها حتى سنة 656 هـ عام سقوط بغداد والدولة العباسية، ومرَّ عليها منذ أن أُنشأت 32 خليفة عباسي.

## النظام الإداري

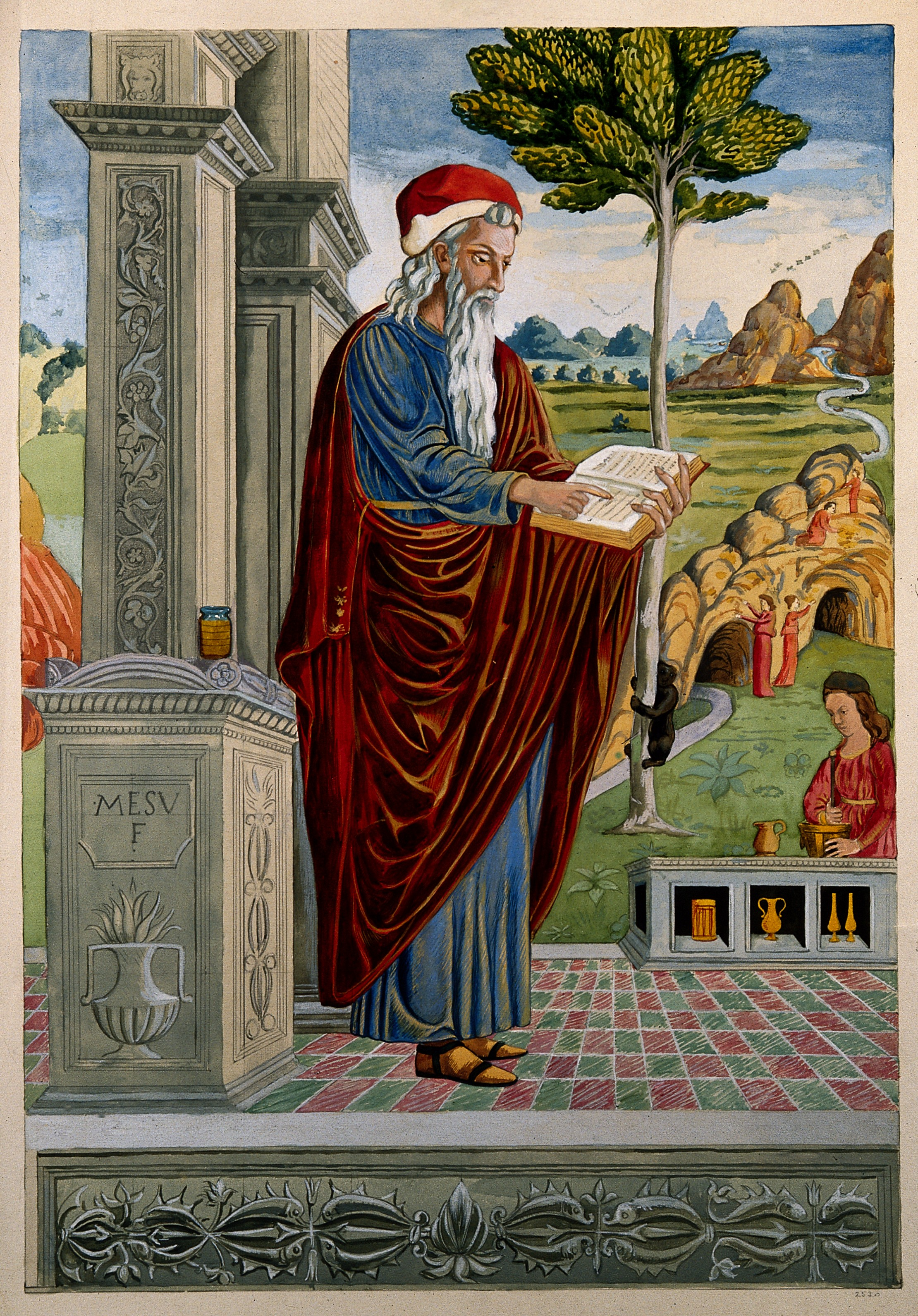
رسمة للطبيب والمترجم السرياني يوحنا بن ماسويه أول من تولى رئاسة بيت الحكمة في عهد هارون الرشيد.

جعل الخليفة هارون الرشيد يوحنا بن ماسويه مشرفًا عامًا على ترجمة الكتب في بيت الحكمة، بينما عين المأمون سهل بن هارون مشرفًا على بيت الحكمة لما كان لها من أهمية كبيرة في نظر الدولة وخلفائها. مع ازدياد الاهتمام ببيت الحكمة من قبل الخلفاء زادت محتويات الدار بما قدم إليها هدية من الحكام عربًا كانوا أو أجانب، تقربًا من الخلافة العباسية بالإضافة لما كانوا يبيعونه بأسعار مرتفعة جدًا. فكانت بيت الحكمة مكتبة واسعة، نظِّمت بشكل متقن، فرتبت فيها الكتب في رفوف خاصة بحسب لغتها وفروع العلم الذي يتحدث فيه، وزودت بالمقاعد للقراءة والمطالعة، وجعل لها قَيِّم لحفظها وترتيبها وتسليم كتبها إلى القراء، وكانت تضم فرقًا خاصة للترجمة والنسخ. قُسم مبنى بيت الحكمة إلى حجرات، بعضها للنسخ وبعضها الآخر للاطلاع والمراجعة، وثالث للدرس والمناقشة. كانت خزانة بيت الحكمة مقسمة إلى أقسام كبيرة بحسب اللغات: كتب فارسية وكتب يونانية وكتب سريانية... ألخ، وكل قسم تحت رئاسة شخص مشرف عليه ومسؤول عنه، والجميع يعودون في أمورهم إلى شخص أعلى. كان يتولى الأعمال في دار الكتب طائفة من الموظفين وهم: الخازن والمترجمون وطائفة النساخ وطائفة المفسرين، وطائفة المناولين، وطائفة الكتبة، وطائفة المجلدين. كان الناسخ ينسخ ما يطلب منه نظير أجر وعليه أن يرتب أوراق كل نسخة بعد جمعها وإصلاح ما قد يظهر فيها من أخطاء، أما الخازن فكان يسند إليه الإشراف على الأعمال الفنية والإدارية جميعًا، ويجلب الكتب إليها ويلاحظ فهارسها، ويسهل للناس وسائل المراجعة والاطلاع، وكان يتم اختيار الخازن من الأدباء وأصحاب الأقدار بين المثقفين والعلماء كسهل بن هارون.
استدعى اختراع الورق وانتشار استعماله ظهور طائفة من الناس يشتغلون بالورق والكتابة والكتب، وهؤلاء يسمون بالوراقين، وكان لهم أثر كبير في تاريخ الحضارة الإسلامية، فهم الناشرون للكتب، ومن يقومون بنسخها وتجليدها وتصحيحها وبيعها وعرضها في الواجهات والإتجار بها. كما حوى بيت الحكمة فريقًا مختصًا من المجلدين، وظيفتهم تجليد الكتب وحفظها حتى لا تتأثر بكثرة الاستعمال، وقد ذكر ابن النديم صاحب الفهرست اسم أحد مجلدي بيت الحكمة فقال: «ابن أبي الحريش وكان يجلد في خزانة الحكمة للمأمون». أما ما يتعلق بالترجمة فكان المترجم يملي كتابه المترجم على عدد من النساخ حتى تتعدد نسخ الكتاب الواحد، وتجلد هذه الكتب وتودع نسخ منها في بيت الحكمة. كان بيت الحكمة مجلسًا للترجمة والنسخ والتأليف، فيجلس النساخ في أماكن خاصة بهم ينسخون لأنفسهم أو بأجور، ومن نساخ بيت الحكمة علان الشعوبي وكان ينسخ في بيت الحكمة أيام الرشيد ووزرائه البرامكة بالإضافة للمأمون. أما المناولون فكان عملهم أن يرشدوا القراء إلى مواضع الكتب على الرفوف، أو ينقلونها من أماكنها إلى حيث يطلبونها.
كان لبيت الحكمة قيِّم يدير شؤونه يسمى صاحب بيت الحكمة، وأشهر من تولى هذا المنصب سهل بن هارون، كما تولى إدارة بيت الحكمة الخاصة بالخليفة المأمون في بغداد، وكان يتولى تنظيم جزائن المأمون، وكان الكاتب سعيد بن هارون شريكًا لسهل في تنظيم بيت الحكمة. كان يلتحق ببيت الحكمة علماء لهم رواة محددة على تنوع اختصاصاتهم، ومن بين هؤلاء العلماء علماء فلكيون، وذلك لأن المأمون الحق ببيت الحكمة مرصدًا لإصلاح آلات الرصد. لا يوجد نص تاريخي يحدد بالضبط كم كان ينفق المأمون على بيت الحكمة شهريًا أو سنويًا، لكنه بالطبع كان ينفق مبلغًا ضخمًا جدًا مقارنة بالعمل الذي قامت به مكتبة بيت الحكمة وللمهمة التي أخذت تنفيذها على عاتقها، وكذلك بالنسبة للأشخاص الذين كانوا بعملون فيها، وذلك أن أغلبهم علماء وباحثين من الطراز الأول. لكن هناك بعض الإشارات التاريخية لبعض رواتب وعطاء بعض العلماء، فيقال أن المأمون كان ثلاثمئة ألف دينار، وذكر ابن أبي أصيبعة أن بني شاكر وهم محمد وأحمد والحسن كانوا يرزقون جماعة من النقلة منهم حنين بن إسحاق وحبيش بن الحسن وثابت بن قرة وغيرهم في الشهر خمسمئة دينار للتقل والملازمة. أما محمد بن عبد الملك الزيات الذي كان وزيرًا أيام الواثق بالله وصاحب بيت الحكمة، فقد كان يقارب عطاؤه للنقلة والنساخ في كل شهر ألفي دينار، قام المقريزي في كتابه المواعظ ولاعتبار بذكر الخطط والآثار بتفصيل مجمل النفقات السنوية لبيت الحكمة وقدرها بالتالي: ورق النسخ 90 دينارًا، مرتب الخازن 48 دينارًا، مرتب الفراش 15 دينارًا، تجليد الكتب 12 دينارًا، حبر وورق وأقلام للمطالعين 12 دينارًا، ثمن الحصر العبداني 10 دنانير، ثمن الماء 10 دنانير، ثمن لبود للفراش في الشتاء 5 دينار، ثمن طنافس في الشتاء 4 دينار، مرمة الستارة دينار واحد.

### التدريس
قبل إنشاء المدارس النظامية كانت قصور الخلفاء ومنازل العلماء ودور الكتب والمساجد بمثابة جامعات ومؤسسات تعليمية يحج إليها الطلاب من كل مكان. بدأ التدريس أول الأمر في العالم الإسلامي في المساجد والجوامع، كما كان يجري أحيانًا في بيوت المدرسين الخاصة، ثم تطورت منظومة التعليم وصار لها دور علم خاصة يؤسسها الخلفاء والولاة، وكان يطلق عليها اسم بيوت الحكمة أو خزائن الحكمة أو صواوين الحكمة، وكانت هذه البيوت والدور هي بالأساس دور كتب، ولكن وجد فيها أيضًا مدرسون وعلماء بالإضافة للتراجمة والنساخين والمجلدين. وكانت الشهادة أو الإجازة يمنحها الأستاذ للتلميذ بعد أن يفرغ الطالب من دراسة كتاب أو موضوع يجيز له تدريسه، ويشرف على إدارة البيت صاحبها ويتولى إدارة شؤونها، ويعاونه المشرف أو المعاون والمسجل أو الكاتب وأمين المكتبة الذي يتولى شؤون خزائن الكتب. كان يتردد على بيت الحكمة عدد من العلماء الكبار أمثال محمد بن موسى الخوارزمي ويحيى بن أبي منصور الفارسي والبلاذري وغيرهم. كان لبيت الحكمة فضل كبير في تطور الطريقة الحوارية التي ينسبها المحدثون إلى الفيلسوف اليوناني سقراط، فطوروها وطبوعوها بطابع إسلامي، وبنوا عليها طريقة المناظرة التي أصبحت أحد ميزات التربية الإسلامية، وكان لاشتداد حركة الاعتزال في عصر المأمون أثر كبير في تطور طرق الحوار والمناظرات.
من مظاهر التدريس في عصر المأمون أنه كان يوحنا بن ماسويه صاحب بيت الحكمة يعقد مجلسًا للنظر، ويجري فيه من كل نوع من العلوم كالفلسفة والفلك والطب والرياضيات، كما كان يدرس فيه ويجتمع إليه تلاميذ كثر، وممن تتلمذ على يديه في بيت الحكمة حنين بن إسحاق. ساعدت الحركة العلمية في العصر العباسي الأول إلى انتشار اللغة العربية التي أصبحت لغة الدراسة والثقافة داخل بيت الحكمة وخارجها، مما أدى إلى الاهتمام بها وتطويرها وازدهارها، وتغلبت اللغة العربية على ألسن أهل البلاد التي دخلت فيها وأصبحت لغة الإنشاء والتأليف، يقول كارلو نلينو: «إن وحدة الدين استوجبت أيضا وحدة اللسان والحضارة والعمران، فصار الفرس وأهل العراق والشام ومصر يدخلون علومهم القديمة في التمدن الإسلامي الجديد».
يقسم المؤرخ خضر أحمد عطا الله مراحل الالتحاق ببيت الحكمة إلى مرحلتين:
- مرحلة الإعداد للالتحاق بالدراسة في بيت الحكمة: المرحلة الأولى تتم داخل الكُتاب في منزل الفقيه أو المعلم أو في الحوانيت، ويتم فيها حفظ القران الكريم واجادة الكتابة والقراءة، ودراسة قواعد اللغة وممارسة أوليات الحساب. المرحلة الثانية تتم داخل مدارس المسجد أو الحلقة، ويدرس فيها بعض العلوم الدينية من فقه وتفسير وكلام، ورواية الحديث ثم معرفة رواية الشعر وسير الأعلام والأخبار، مع التفقه في اللغة والأدب والبيان والنقد.
- مرحلة الدراسة داخل بيت الحكمة: بعد إتمام المرحلتين السابقتين، يدرس الطلاب في بيت الحكمة عن طريق نظامين، الأول: نظام المحاضرات، الثاني نظام الحوار والمناظرة والمناقشة، حيث يدرس فيها الطالب العلوم الفلسفية والطبية والرياضيات والفلك والعلوم الطبيعية والجغرافيا والموسيقى. المدرس يحاضر في بعض العلوم العالية في قاعات وغرف كبيرة، والمعيد يساعد المدرس فيجتمع بفئة من الطلاب ويشرح لهم ما استصعب من المحاضرة، ويناقشهم في مادتها والأستاذ أو الشيخ هو المرجع الأخير في موضوع الدرس. الطلاب ينتقلون من حلقة إلى أخرى يعالجون في كل منها فرعًا من فروع العلم. كان لباس الخريجين والعلماء عمامة سوداء وطيلسان، وكان هذا الزي ضروريًا للمدرسين والفقهاء تمييزًا لهم من غيرهم. إذا كان خريج بيت الحكمة قد أنهى دراسة علم من العلوم يمنحه أستاذه إجازة تشهد أنه قد أتقن ذلك العلم، فإذا كان من المتميزين نصت الشهادة على أنه قد أجيز له التدريس.

## الحركة العلمية

### التأليف

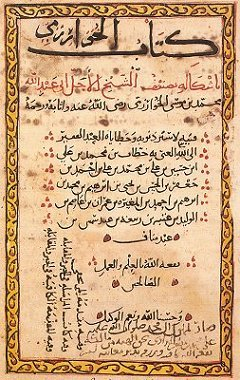
صفحة من كتاب المختصر في حساب الجبر والمقابلة للعالم الرياضي محمد بن موسى الخوارزمي.

كان لازدهار النشاط الفكري في العصر العباسي الأول أثر بارز في حركة التأليف والمؤلفين، خاصة في عهد الخليفتين أبي جعفر المنصور وهارون الرشيد، إلا أن هذه الحركة بلغت أوسع مدى مع المأمون، فقد تفرغ العلماء في عهده للبحث والتأليف تفرغًا لم يعهد قبله، وأدى هذا الاهتمام إلى إخراج الكتب وظهور مؤلفات قيمة، كما ظهر مؤلفون مشهورون أمثال أبو يوسف بعقوب والحسن بسهل وغيرهم. كان مركز البحث والتأليف أهم روافد بيت الحكمة، حيث كان المؤلفون يؤلفون كتبًا خاصة لبيت الحكمة، وكانوا يقومون بذلك في قسم خاص بإخراج الكتب داخل المكتبة نفسها أو خارج المكتبة، ثم يقدمون نتائج تأليفهم إليها، وكان المؤلف يثاب على ذلك بمكافأة سخية من قبل الخليفة. اتسع مجال البحث والتأليف في بيت الحكمة ليشمل الطب والحساب والجبر والهندسة والكيمياء والطبيعة والفلك والجغرافيا وفن الحيل والمنطق وعلم الكلام، فتشعبت فروعها وتعددت مذاهبها وأصبحت بعيدة الشبه بأصولها اليونانية، وصبغت بصبغة الروايات وامتزجت باختلاف طرقها، كانت حركة التأليف تسير إلى جانب الترجمة بدليل أن أغلب المترجمين كانوا يزاولون التأليف والترجمة في وقت وآنٍ واحد. شجع المأمون التأليف عن طريق بذل المنح السخية، فكان في عهده عدد لا حصر له من كتب الرياضيات والهندسة والفلسفة والفلك وعلم الأرصاد وعلم البصريات والطب. ساهم المؤلفون النساطرة في نهضة التأليف تحت مظلة بيت الحكمة، وأبرز هؤلاء النساطرة آل بختيشوع الذين قدموا إلى جنديسابور في عهد هارون الرشيد ووزرائه البرامكة، وتناقلوا العلم من جيل إلى جيل على مدى ثلاثة قرون في عهد العباسيين، وخدموا الطب والمنطق والديانة النصرانية بما عرَّبوا وألفوا. ومما يدلل على غزارة التأليف في العصر العباسي الأول أن يعقوب بن إسحاق الكندي ألف مئتين وواحدًا وثلاثين كتابًا، منها اثنان وعشرين في الفلسفة، واثنان وعشرين في الطب، واثنا عشر في السياسة، وأحد عشر في الحساب، وعشرة في الأحكام، وتسعة في المنطق، وثمانية في الكُريات، وثمانية في الأبعاد، وسبعة في الموسيقى، وخمسة في النفس، وخمسة في تقدمة المعرفة.

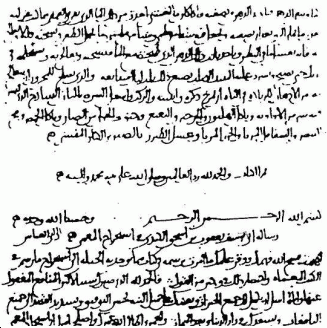
الصفحة الأولى من مخطوطة يعقوب بن إسحاق الكندي "في فك رسائل التشفير"، التي تحتوي على أقدم وصف معروف حول تحليل الشفرات.

أبرز المؤلفات التي خرجت من بيت الحكمة، مؤلفات حنين بن إسحاق: ألف كتاب الأحكام عند الأعراب على مذهب اليونانيين، وألف في الأغذية كتاب الأدوية المستعملة والأعذية على تدبير الصحة، وكتاب المسائل في الطب للمتعلمين، وكتاب الحمام، وكتاب الأغذية في ثلاث مقالات، وكتاب اللبن، وكتاب تقاسيم علل العين، وكتاب اختيار أدوية علل العين، وكتاب مداواة أمراض العين بالحديد، كتاب الغذاء، كتاب الأسنان واللثة، كتاب معرفة أوجاع المعدة وعلاجها، كتاب تدبير الناقهين، كتاب المد والجزر، كتاب السبب الذي صارت له مياه البحر مالحة، كتاب الألوان، كتاب المولودين لستة أشهر، كتاب البول عن طريق السؤال والجواب، كتاب قرص اللورد، كتاب القرح وتولده، كتاب تولد الحصاة، كتاب تولد النار بين الحجرين، كتاب اختيار الأدوية المحرقة. مؤلفات يعقوب بن إسحاق الكندي: كتاب فيما دون الطبيعيات والتوحيد، كتاب الفلسفة الداخلة، كتاب لا تنال الفلسفة إلا بعلم الرياضة، كتاب الحث على تعليم الفلسفة، كتاب قصد أرسطو طاليس في المقولات، كتاب أقسام العلم الإنسي، كتاب ماهية العلم وأقسامه، كتاب الفاعلية والمنفعلة من الطبيعيات، كتاب اعتبار الجوامع الفكرية، رسالة في رسم الرقاع إلى الخلفاء والوزراء، كتاب المدخل المنطقي المستوفي، كتاب المدخل المختصر، كتاب المقولات العشر، كتاب الاحتراس عن خدع السفسطائية، كتاب البرهان المنطقي، رسالة في الأصوات الخمسة، رسالة في سمع الكيان، رسالة في المدخل الأرثماطيقي، رسالة في الحساب الهندي، رسالة في الجزر والفأل من جهة العدد، رسالة في الكمية المضافة، رسالة في النسب الرومانية، رسالة في الحيل العددية وعلم أضمارها. مؤلفات يوحنا بن ماسويه: كتاب العروف بالبصريات، كتاب التمام والكمال، كتاب الحميات، كتاب الأغذية، كتاب الفصد والحجامة، كتاب الشجر، كتاب الرجحان في المعدة، كتاب النجح، كتاب الأدوية المستعملة، كتاب الكامل، كتاب علاج الصداع، كتاب السدور والدوار، كتاب منحة الطبيب، كتاب مجسة العروق، كتاب ماء الشعير، كتاب المرة السوداء، كتاب علاج النساء الائي لا يحملن، كتاب السواك، كتاب التشريح. مؤلفات الحسن بن سهل: كتاب الأنواء. مؤلفات جبريل بن بختشيوع: كناب قوى النفس تابعة لمزاج البدن، كتاب عدد المقاييس. مؤلفات أبو سهل الفضل بن نوبخت: كتاب النمهطان في المواليد، كتاب الغال النجومي، كتاب المواليد، كتاب المدخل، كتاب تحويل سيء المواليد، كتاب التشبيه والتمثيل، كتاب المنتحل من أقاويل المنجمين في الأخبار والمسائل والمواليد. مؤلفات محمد بن موسى الخوارزمي: كتاب الزيج في جزئين، كتاب الرخامة، كتاب العمل بالإسطرلاب، كتاب عمل الإسطرلاب، كتاب عمل التاريخ. مؤلفات البلاذري: كتاب البلدان الصغير، كتاب البلدان الكبير، كتاب الأخبار والأنساب، كتاب عهد أردشير.

### الترجمة
اقترن بيت الحكمة بالترجمة، ولا يمكن ذكره من دون ذكر الترجمة. لمع مجموعة من العلماء الذين برعوا في معرفة اللسان اليوناني أو السرياني أو الفارسي بالإضافة للسان العربي، وهم الذين تولوا الترجمة في زمن المنصور والرشيد والمأمون. في زمن المنصور والرشيد لمع نجم يحيى بن البطريق وعبد الله بن المقفع ويوحنا بن ماسويه، وعرف زمن المأمون وبعده في القرنين الثالث والرابع الهجريين عدد كبير من المترجمين ومنهم: عمر بن شبة وصالح بن الوجبة وحنين بن إسحاق وابنه إسحاق بن حنين ويوحنا بن البطرق والحجاج بن مطر وابن ماسويه وابن النوبخت وثابت بن قرة وأبناء شاكر والخوارزمي ومتى بن يونس وسنان بن ثابت بن قرة ويحيى بن عدي وأبو علي بن زرعة وعلان الشعوبي وسهل بن هارون وسعيد بن هارون وغيرهم. انتقلت الدراسات اليونانية إلى بلاد العرب عن طريق ثلاثة منابع: مدرسة جنديسابور، سكان حران وأنطاكيا، رهبان الجزيرة، وكان للفلاسفة في حران وأنطاكيا فضل كبير في نقل علوم الأولين إلى العربية. كان أبرز من تولى ترجمة الكتب اليونانية في بيت الحكمة حنين بن إسحاق الذي أوكل إليه المأمون مراقبة النقل من اليونانية إلى العربية، وهيأ له كل الأسباب التي تيسر عمله، وكانت الترجمة تتم من اليونانية إلى السريانية، ثم من السريانية إلى العربية، فلما تولى حنين بن إسحاق أمر الترجمة، جعل النقل من اليونانية إلى العربية مباشرةً، ونقلت في عهده كتب كثيرة سواءً طبية أو فلكية مثل: كتب جالينوس التي نقلها حنين بن إسحاق، وكتب أبو قراط وبطليموس وغيرهم، وترجمت كتب فلسلفية وسياسية من اليونانية إلى العربية ومنها: المنقولات والطبيعيات والخلقيات لأرسطو، وكتاب السياسة والجمهورية والقوانين ومحاورة طيماوس لأفلاطون، وكل هذه الكتب ترجمها حنين بن إسحاق، ومنها ما راجع ترجمته، وله في ذلك ست عشر ترجمه.
كانت الترجمة قبل حنين بن إسحاق تقوم على وضع كلمة عربية مقابل الكلمة الأجنبية، وكانت هذه الترجمة لا تفي بالغرض ولا تنقل المعنى المطلوب، فلما تولى حنين أمر الترجمة جعل النقل حسب المعاني، وتبعه في ذلك من جاء بعده من المترجمين، فكان يقرأ المترجم الجملة المراد نقلها بلغتها الأصلية ويفهم معناها، ثم يعيد صياغتها باللغة العربية السليمة الفصيحة، غير متقيد بمواقع الكلمات في الجملة، أما بالنسبة للألفاظ التي لم تكن متاحة بشكل مباشر في العربية، فقد لجأ المترجمون إما إلى الاستدانة المباشرة لألفاظ يونانية حرفية يتم تعريبها صوتيًا، أو إلى تكوين ألفاظ جديد، وكانت الاستدانة المباشرة الحل الأكثر استعمالًا خاصة لدى المترجمين من اليونانية إلى السريانية، مثال على الاستدانة: لفظ NAMUS من اليونانية VOMOS الذي نقل إلى العربية ناموس بمعنى قانون، ومنح جمعًا مقبولًا صرفيًا في اللغة العربية، ولما أعيدت الترجمات الأولى من قبل جيل المترجمين الثاني، استبدلت الألفاظ اليونانية المنقولة إلى النسخة العربية بألفاظ عربية، رغم أنها نقلت بشكل تتوافق فيه مع القواعد الصوتية للغة العربية، مثال ذلك لفظ KATEGRIAE اليوناني، ظهر معربًا كاتيغورياس، قبل أن يترجم في النسجة العربية المتأخرة بمقابله مقولات. لما كان حنين يتقن اللغة الأصلية للكتاب المراد ترجمته إلى العربية كانت ترجمته من أحسن الترجمات، فأعجب المأمون بعمله وأغدق عليه العطايا والهبات، فكان يعطيه من الذهب زنة ما ينقله إلى العربية، ويروى في عطايا المأمون أن حنينًا أراد أن يحصل على ذهبٍ كثير، فعمد إلى كتابة منقولاته على ورق غليظ ثقيل الوزن، ثم باعد بين السطور حتى يضمن ملئ الورقة بأقل عدد من العبارات، يقول ابن أبي أصيبعة: «وجدت من هذه الكتب كتبا كثيرة وكثير منها اقتنيته، وهي مكتوبة بخط كوفي غليظ أزرق، وهي حروف كبار بخط غليظ في أسطر متفرقة، كل ورقة منها بغلظ ما يكون من هذه الأوراق المصنوعة يومئذ ثلاث ورقات أو أربع، وذلك في تقطيع مثل الثلث البغدادي، وكان قصد حنين بذلك تعظيم حجم الكتاب، وتكبير وزنه لأجل ما يقابل به وزنه دراهم، وكان ذلك الورق يستعمله بالقصد ولا جرم أن لغلظته بقي هذه السنين الطويلة من الزمن».
ممن عرف من المترجمين بجانب حنين بن إسحاق يوحنا بن البطريق الذي أرسله المأمون للبحث عن كتب الأوائل وإحضارها إلى بيت الحكمة لنقلها إلى العربية ومن ثن نسخها، يذكر عنه ابن جلجل أنه كان أمينًا على الترجمة، وترجم كثير من كتب اليونانيين ككتاب أرسطو المعروف بسر الأسرار وهو كتاب السياسة في تدبير الرياسة، ويذكر يوحنا أنه مشى في طلب الكتاب كثيرًا، وقصد الهياكل في البحث عنه، حتى وصل إلى هيكل عين الشمس الذي كان بناه هرمس الأكبر لنفسه، فظفر فيه براهب متنسك ذي علم بارع، فتلطف به حتى أباح له مصاحف الهيكل المودعة فيه، فوجد في جملتها كتابه المطلوب والذي أمر المأمون بإحضاره مكتوبًا بالذهب. هناك مترجمين ساهموا في إثراء بيت الحكمة بترجماتهم الهائلة لكتب اليونان والفرس والهنود أمثال ابن ماسويه وابن النوبخت، ومن كثرة المترجمين في عصر المأمون عُد تلامذة حنين بن إسحاق وحده مئة مترجم، وهذا فيه إشارة على مدى وأهمية الترجمة أيام الخليفة المأمون، منهم من اتخذها حرفة يغنم بها أمثال حنين بن إسحاق ومنهم من مارسها رغبة وحبًا في الترجمة.
شكل أهل الذمة في بغداد طوال العصر العباسي الأول عنصرًا هامًا في ازدهار الحركة العلمية، فأنشؤا المعرفة وأسسوا المدارس وقاموا بالتدريس وترجموا الكتب من اللغات الأجنبية إلى اللغة العربية، فلما اهتم خلفاء العصر العباسي الأول بترجمة الكتب العلمية استعانوا بهم في حركة الترجمة، وقدر الخلفاء جهودهم ومنحوهم رواتب مجزية، وكان الخلفاء يرسلون العلماء الموثوقون من أهل الذمة إلى الدولة البيزنطية لابتياع الكتب ومصنفات الفلسفة والهندسة والموسيقى والطب، ويعهدون إلى التراجمة من أهل الذمة بنقل هذه الكتب إلى العربية. كان المأمون يجل علماء الملل الأخرى من علماء اليهود والنصارى وغيرهم، ويحتفي بهم في مجلسه لا لعلمهم فقط، بل لثقافتهم في لغة العرب ومعرفتهم بلغة اليونان وآدابها، وقد أخرجوا من أديرة سورية وفارس والسند وفلسطين كتبًا خطية في الفلسفة والتاريخ والهندسة لعلماء اليونان وفلاسفتهم، ثم ترجموها إلى العربية بدقة وعناية كبيرة، ولم يكن التسامح سائدًا في زمن المأمون فقط، بل في معظم عهود الخلفاء العباسيين، وكانت الحرية التامة تسود بيت الحكمة، وأشرفوا على خزنة الترجمة فيه النصارى من السريان النساطرة واليعاقبة والأقباط وفيهم أيضًا الصائبة والبراهمة والمجوس واليهود وغيرهم. وكان الكثير من الباحثين العاملين في بيت الحكمة من خلفيّّة مسيحية.
مرت حركة الترجمة بثلاث مراحل متميزة، تختلف كل منها عن الأخرى في لغتها ومدى الاهتمام بها والاقبال عليها. المرحلة الأولى: تبدأ من عصر المنصور إلى نهاية حكم هارون الرشيد، الترجمة في هذه الفترة كادت تكون حرفية لا تتجاوز العبارة الأعجمية، وقد أعيد ترجمة بعضها فيما بعد بلغة أفصح وتعبير أحكم وأوضح، وأشهر النقلة في هذه المرحلة يوحنا البطريق وموحد الفزازي وعبد الله بن المقفع الذي ترجم عن الفهلوية كليلة ودمنة. في هذه المرحلة من الترجمة كان للبرامكة فضلًا موازيًا للخلفاء بما أولوه من عناية للعلم والترجمة وكرمًا غير مسبوق للعلماء والتراجمة. المرحلة الثانية: تبدأ من عصر المأمون إلى نهاية القرن الثالث الهجري، وفيها بلغت الترجمة أعلى درجات النمو والازدهار. المرحلة الثالثة: وهي التي كانت بعد القرن الثالث الهجري إلى نهاية الخلافة العباسية، وكان أبرز وجوهها متى بن يونس وسنان بن ثابت وهلال الحمصي، وكانت عناية المترجمين في هذه الفترة متجهة إلى الكتب المنطقية الطبيعية لأرسطو والتفاسير التي نشأت حولها. على امتداد 150 عامًا ترجم العرب كل كتب العلم والفلسفة اليونانية، وحلت اللغة العربية محل اللغة اليونانية كلغة عالمية لبحث العلمي، وأصبح التعليم العالي أكثر تنظيمًا فيي أوائل القرن التاسع الميلادي.
أما أبرز الكتب المنقولة في العصر العباسي الأول من الحضارات اليونانية والفارسية والهندية والقبطية والعبرانية واللاتينية والنبطية، فهي كالتالي:

#### من اليونانية

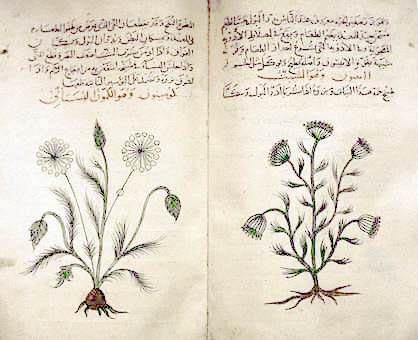
مخطوطة لترجمة كتاب الحشائش للطبيب اليوناني ديسقوريدوس قام بترجمته للعربية أسطفان بن باسيل ثم راجعه أستاذه حنين بن إسحاق.

نقل علماء بيت الحكمة كثير من الكتب عن اليونانية، ومن أبرزها، كتب الفلسفة والأدب: كتب أفلاطون، كتاب السياسة نقله حنين بن إسحاق، كتاب المناسبات نقله يحيى بن عدي، كتاب النواميس نقله حنين ويحيى، كتاب طيماوس نقله ابن البطريق وأصلحه حنين، كتاب أفلاطن إلى أقرطن نقله يحيى بن عدي، كتاب التوحيد نقله يحيى بن عدي، كتاب الحس واللذة نقله يحيى بن عدي، كتاب أصول الهندسة نقله قسطا بن لوقا. كتب أرسطوطاليس: قاطيغورياس (المقولات) نقله حنين بن إسحاق، كتاب العبارة نقله حنين بن إسحاق إلى السريانية وإسحاق إلى العربية، تحليل القياس نقله ثيادورس وأصلحه حنين، كتاب البرهان نقله إسحاق إلى السريانية ومتى إلى العربية، كتاب الجدل نقله إسحاق إلى السريانية ويحيى إلى العربية، كتاب المغالطات أو الحكمة المموهة نقله ابن ناعمة وأبو بشر إلى السريانية ويحيى إلى العربية، كتاب الخطابة نقله إسحاق وإبراهيم بن عبد الله، كتاب الشعر نقله أبو بشر من السريانية إلى العربية، كتاب السماع الطبيعي نقله أبو روح الصابي وحنين ويحيى وقسطا وابن ناعمة، كتاب السماء والعالم نقله ابن البطريق وأصلحه حنين، كتاب الكون والفساد نقله حنين إلى السريانية وإسحاق والدمشقي إلى العربية، كتاب الآثار العلوية نقله أبو بشر ويحيى، كتاب النفس نقله حنين إلى السريانية وإسحاق إلى العربية، كتاب الحس والمحسوس نقله أبو بشر متى بن يونس، كتاب الحيوان نقله ابن البطريق، كتاب الحروف أو الإلهيات نقله إسحاق ويحيى وحنين ومتى، كتاب الأخلاق نقله إسحاق، كتاب المرآة نقله الحجاج بن مطر، كتاب أثولوجيا نقله الحجاج بن مطر. كتب الطب وفروعه: كتب أبقراط، كتاب عهد أبقراط نقله حنين إلى السريانية وحبيش وعيسى إلى العربية، كتاب الفصول نقله حنين لمحمد بن موسى، كتاب الكسر نقله حنين لمحمد بن موسى، كتاب تقدمة المعرفة نقله حنين وعيسى بن يحيى، كتاب الأمراض الحادة نقله عيسى بن يحيى، كتاب أبيذيميا نقله عيس بن يحيى، كتاب الأخلاط نقله عيسى بن يحيى لأحمد بن موسى، كتاب قاطيطيون نقله حنين لمحمد بن موسى، كتاب الماء والهواء نقله حنين وحبيش، كتاب طبيعة الإنسان نقله حنين وعيسى. كتب جالينوس، وأشهر كتب جالينوس الكتب الستة عشر، نقلها منفصلة كل من حبيش بن الأعسم وحنين بن إسحاق، في خلافة المتوكل (ت: 247 هـ) ترجم أسطفان بن باسيل كتاب الحشائش لديسقوريدوس. كتب الرياضيات والنجوم وسائر العلوم من النجوم والهندسة والحساب والموسيقى: كتب أقليدس، منها أصول الهندسة نقله الحجاج بن مطر، كتب أرخميدس وهي عشرة ولم يعرف ناقلوها، أبلونيوس البرغاوي صاحب كتاب المخروطات وكتاب قطع السطوح وقطع الخطوط والنسبة المحدودة والدوائر المماسة ولم يعرف ناقلوها، كتب منيلاوس الإسكندري، له كتاب الأشكال الكروية وكتاب أصول الهندسة نقله إلى العربية ثابت بن قرة. أبرخش، له كتاب صناعة الجبر ويعرف بالحدود وكتاب قسمة الأعداد لم يعرف ناقلهما، ذيوفنطس، له كتاب صناعة الجبر لم يعرف ناقله.

#### من الفارسية
أكثر الكتب المنقولة عن الفارسية في عصر النهضة العباسية هي من قبيل الآداب والأخبار والسير والأشعار وبعضها في النجوم مما نقله آل نوبخت وعلي بن زياد التميمي وغيرهم، أما ما بقي من كتبهم المنقولة إلى العربية فهي: كتاب رستم وأسفنديار نقله جبلة بن سالم، كتاب بهرام شوس نقله جبلة بن سالم، كتاب خداينامه في السير نقله عبد الله بن المقفع، كتاب آيين نامه نقله عبد الله بن المقفع، كتاب كليلة ودمنة نقله عبد الله بن المقفع، كتاب مزدك نقله عبد الله بن المقفع، كتاب التاج في سيرة أنوشروان نقله عبد الله بن المقفع، كتاب الأدب الكبير نقله عبد الله بن المقفع، كتاب الأدب الصغير نقله عبد الله بن المقفع، كتاب اليتيمة نقله عبد الله بن المقفع، كتاب هزار أفسانه لم يذكر ناقله، كتاب شهريزاد مع أبرويز لم يذكر ناقله، كتاب الكارنامج أنوشروان لم يذكر ناقله، كتاب دارا والصنم الذهب لم يذكر ناقله، كتاب بهرامونرسي لم يذكر ناقله، كتاب هزاردستان لم يذكر ناقله، كتاب الدب والثعلب لم يذكر ناقله.

#### من الهندية

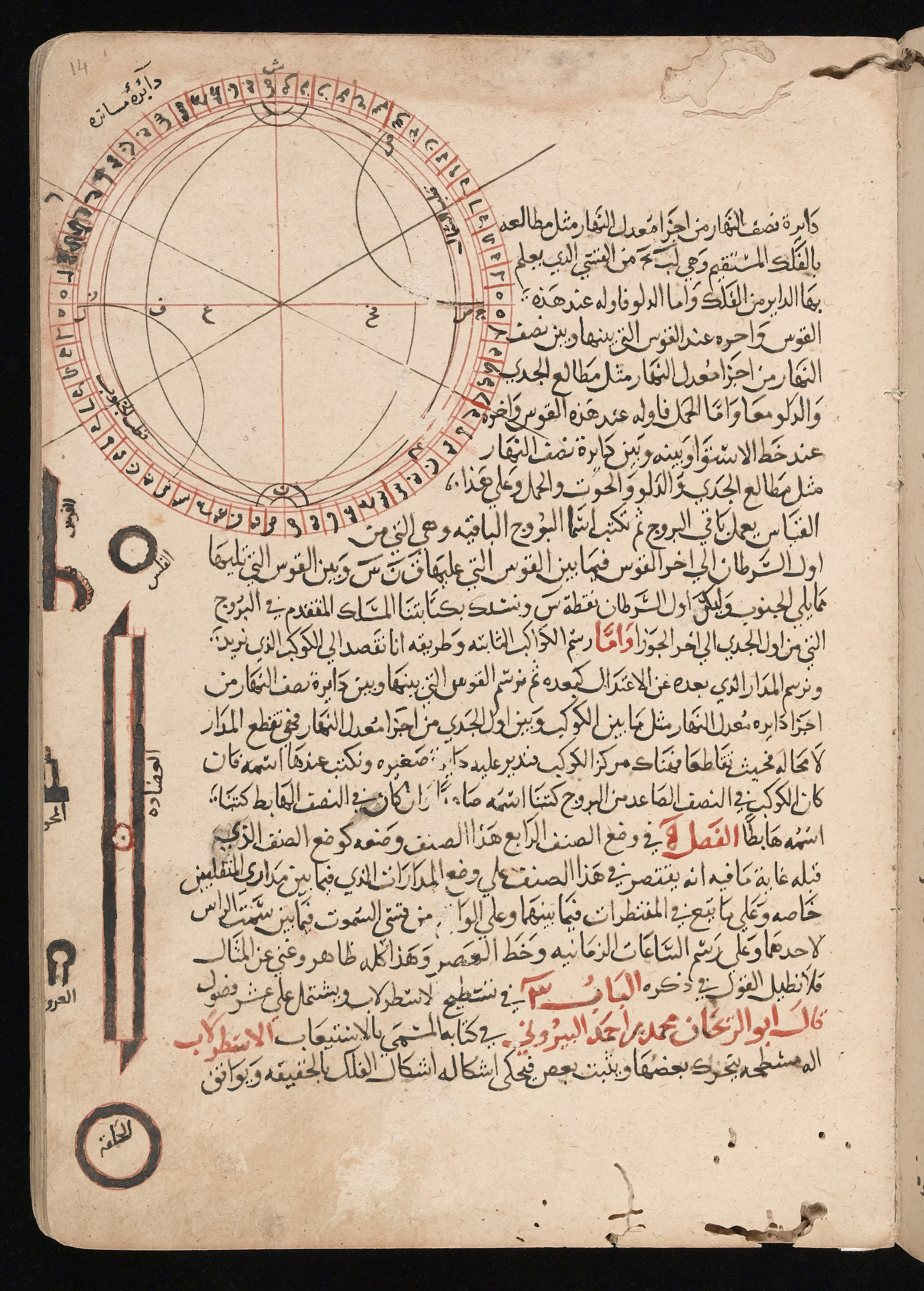
مخطوطة لكتاب الآثار الباقية عن القرون الخالية ألفه أبو الريحان البيروني بعد أن جال بلاد الهند وأخذ أخبارهم.

نقل العرب عن اللغة الهندية (السنسكريتية) كثير من كتب الطب والنجوم والرياضيات والحساب والأسمار والتواريخ، وكان للبرامكة عناية باستقدام أطباء الهند إلى بغداد، وقد بعث يحيى بن خالد البرمكي بعثة إلى الهند فاستقدم بضعة أطباء هنود أبرزهم: كنكه وبازيكر وقليرفل وسندباز وغيرهم، ويظهر مما كتبه المسلمون بعد العصر العباسي في الأدب أو الطب أو الصيدلة أو السير أنهم اعتمدوا في جملة مصادرهم على كتب هندية الأصل، ففي القانون لابن سينا أو الملكي للرازي أو غيرهما من كتب الطب الكبرى يذكر المؤلفون بعض الأمراض ويشيرون إلى أن الهنود يسمونها كذا وكذا، أو يعالجونها بكذا، أما في العقد الفريد لابن عبد ربه، أو سراج الملوك للطرطوشي أو غيرهما من كتب الأدب المهمة كان مؤلفيها إذا ذكروا بعض الآداب أو الأخلاق أو نحوها قالوا: وفي كتاب الهند كذا وكذا. اشتهر في العصر العباسي جماعة من علماء الهند في الطب والنجوم والفلسفة وغيرها، منهم منكه الهندي وهو من كبار مؤلفي ومترجمي الطب، وقد أتى بغداد بإشارة من يحيى بن خالد البرمكي وكان منكه يعرف الفارسية، فكان ينقل من الهندية إلى الفارسية، وله مؤلفاته كثيرة في علم النجوم. نُقل كثير من مؤلفات الهند في النجوم والطب إلى اللغة العربية نقلًا مباشرًا أو بوساطة اللغة الفارسية وكانت طريقة الترجمة بأن ينقل المترجمين من الهندية إلى الفارسية، ثم يُنقل من الفارسية إلى العربية، من الكتب المنقولة كتاب سيرك الهندي وقد نقله من الفارسية إلى العربية عبد الله بن علي، وكتاب آخر في علامات الأدواء ومعرفة علاجها أمر يحيى بن خالد البرمكي بنقله، وكتاب فيما اختلف فيه الروم والهند في الحار والبارد، وكتب أخرى، ومن المترجمين صالح بن بهلة الهندي، جاء العراق في أيام الرشيد، ونال شهرة واسعة وخالط أطباءها واختلطوا به، ومن مشهوريهم شاناق الهندي، وله كتاب في السموم في خمس مقالات، نقله من الهندية إلى الفارسية منكه الهندي، وأوعز يحيى بن خالد إلى رجل يعرف بأبي حاتم البلخي بنقله إلى العربية، ثم نُقل في عهد المأمون على يد العباس بن سعيد الجوهري.

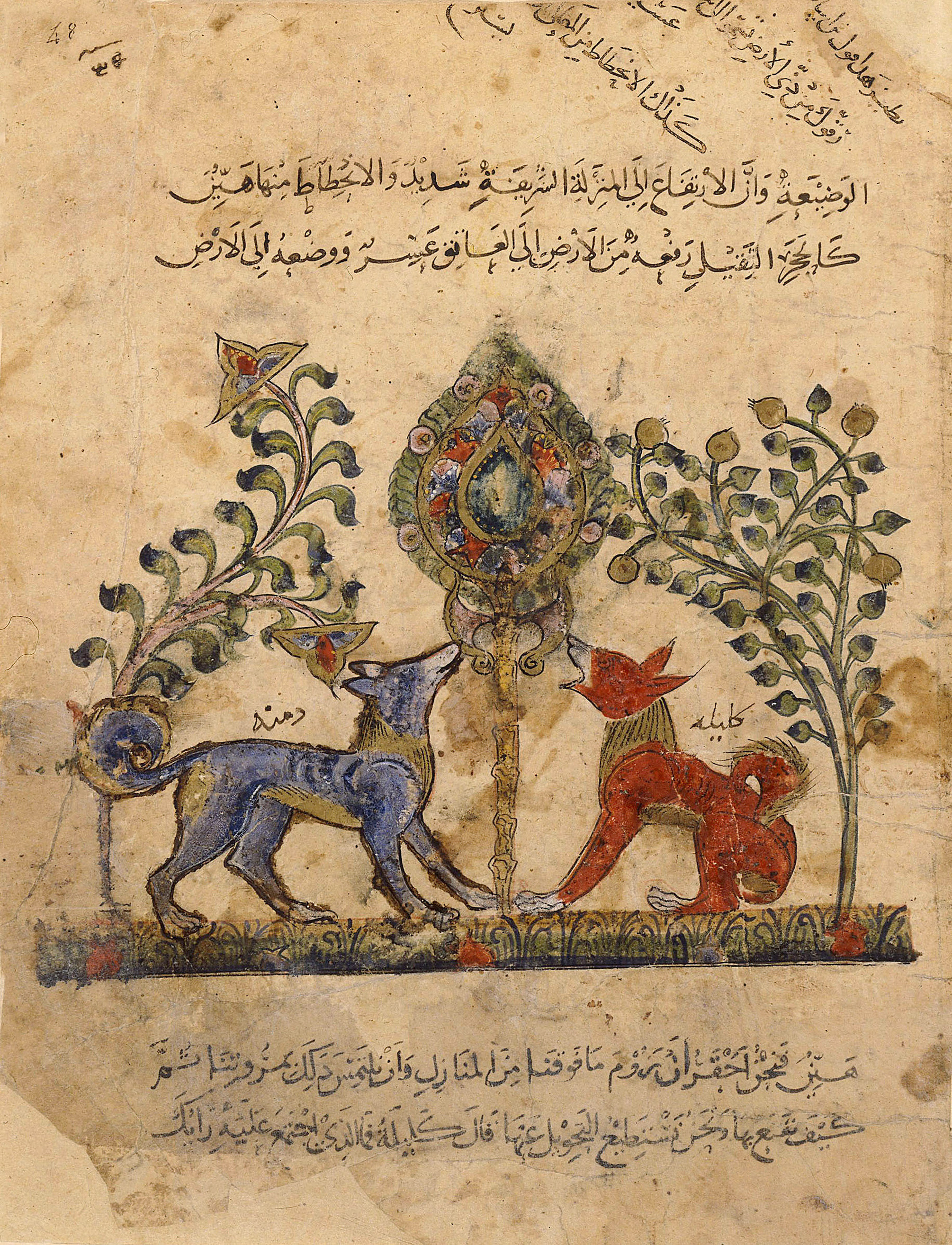
رسم من نسخة عربية لكتاب كليلة ودمنة، أشهر ما ترجم من كتب الهند، ترجمه عبد الله بن المقفع.

من الكتب الطبية التي نقلت من الهندية إلى العربية في العصر العباسي: كتاب سسرد في الطب نقله منكه، كتاب أسماء عقاقير الهند نقله منكه لإسحق بن سليمان، كتاب إستانكر الجامع نقله ابن دهن، كتاب صفوة النجح نقله ابن دهن، كتاب مختصر الهند في العقاقير لم يذكر ناقله، كتاب علاجات الحبلى لم يذكر ناقله، كتابروسا الهندية في علاجات النساء لم يذكر ناقله، كتاب السكر للهند لم يذكر ناقله، كتاب التوهم في الأمراض والعلل لم يذكر ناقله، كتاب رأي الهند في أجناس الحيات وسمومها لم يذكر ناقله، كتاب مختصر الهند في العقاقير. أما الرياضيات والكواكب فللهند شأن كبير فيها، وكان لنقل هذا العلم تأثير كبير في تطور علم النجوم عند العرب، وقد قلدوه وألفوا على مذهبه. ممن ألف على هذا المذهب إبراهيم الفزاري، وحبش بن عبد الله البغدادي، ومحمد بن موسى الخوارزمي وغيرهم، والفزاري أول من عمل أسطرلابًا في الإسلام، وما هناك من فلكي من فلكيي المسلمين أراد التوسع في علم النجوم إلا طالع كتب الهند، أما في آداب الهند وترجمتها إلى العربية فأكثر المسلمين عنايةً واطلاعًا في ذلك أبو ريحان البيروني، فقد طاف بلاد الهند واطلع على علومهم وآدابهم، ثم ألف كتابه الآثار الباقية عن القرون الخالية. وأما ما نُقل إلى العربية من كتب الهند في الأدب والتاريخ والمنطق والأسمار فمنها: كتاب كليلة ودمنة، وقد نقل عن طريق الفارسية، وبعد نقله إلى العربية نظمه العرب شعرًا كما نظمه الفرس من قبلهم، وممن نظمه في العربية أبان بن عبد الحميد بن لاحق بن عفير الرقاشي وعلي بن داود، كتاب السندباد الكبير وكتاب السندباد الصغير، كتاب البد، كتاب يوذاسف، كتاب يوذاسف مفرد، كتاب أدب الهند والصين، كتاب هابل في الحكمة، كتاب الهند في قصة هبوط آدم، كتاب دبك الهندي في الرجل والمرأة، كتاب حدود منطق الهند، كتاب ساديرم، كتاب ملك الهند القتال والسباح، كتاب بيدبا في الحكمة. ومما نقله العرب عن الهنود كتاب في الموسيقى اسمه في الهندية بيافر ومعناه ثمار الحكمة، وفيه أصول الألحان وجوامع تأليف النغم.

#### لغات أُخرى
من الحضارات التي أخذ عنها العرب علومها الحضارة النبطية، وأهم الكتب المترجمة منها: كتاب الفلاحة النبطية، وهو كتاب فريد في بابه، وقد نقله إلى العربية أحمد بن علي بن المختار النبطي المعروف بابن وحشية سنة 192 هـ، وظل معتمد عند أهل الزراعة مدة طويلة، وقد نُقل إلى اللغات الإفرنجية، كتاب طرد الشياطين ويعرف بالأسرار، كتاب السحر الكبير، كتاب السحر الصغير، كتاب دوار على مذهب النبط. كتاب مذاهب الكلدانيين في الأصنام، كتاب الإشارة في السحر، كتاب أسرار الكواكب، كتاب الفلاحة الصغير، كتاب الطلسمات، كتاب الحياة والموت في علاج الأمراض، كتاب الأصنام، كتاب القرابين، كتاب الطبيعة، كتاب الأسماء، وأكثر هذه الكتب من نقل ابن وحشية. كثير من تعاليم اليهود وآدابهم المدونة في التلمود وغيره من كتبهم قد نقلت إلى العربية، لكن لم يكن هناك عملًا مدونًا، وكل ما وصل المسلمين بعض الأحاديث والروايات التي كانت تمسى الإسرائيليات. أما بداية الترجمة الفعلية عن اللغة العبرانية فكان ترجمة أسفار التوراة، نقلها سعيد الفيومي (ت: 330 هـ)، وهو أقدم من نقل التوراة إلى العربية، وله أيضًا شروح وتفاسير عليها. أما اللغة اللاتينية فلا يستبعد أن يكون قد نقل منها إلى العربية، لأنها كانت تحوي الكثير من العلوم الفلسفية والتاريخية والشرعية وغيرها، وأكثر ما يدلل على ذلك أن بيت الحكمة حوى جملة من المترجمين أمثال يحيى بن البطريق الذي لا يعرف غير اللغة اللاتينية، وأنه ترجم عدة كتب، ويظهر أنه ترجمها عن اللاتينية. أما الحضارة القبطية فإذا لم ينقل العرب عنها رأسًا فهم نقلوا كثيرًا من علوم المصريين بوساطة اللغة اليونانية، وخصوصًا صناعة الكيمياء القديمة وغيرها مما برع فيه المصريون، وأما تاريخ ترجمة الكيمياء فقد نقلت عن القبطية واليونانية بأمر من خالد بن يزيد بن معاوية.

### المرصد الفلكي

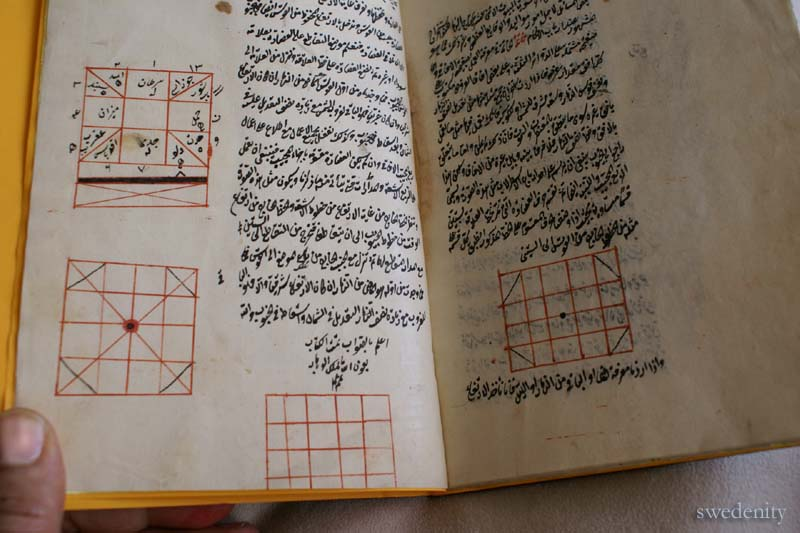
أحد نماذج الأزياج الذي برع فيه المسلمين إبان العصر الذهبي للحضارة الإسلامية، النموذج مأخوذ من كتاب الرسالة الأسطرلابیة للفلكي نصير الدين الطوسي.

كان للمرصد عدة تسميات منها: المرصد الفلكي أو مرصد الشماسية أو المرصد المأموني. هو مكان للرصد الفلكي يقع في الشماسية ببغداد، ويعد هذا المرصد الفلكي الأول في الحضارة الإسلامية بني زمن المأمون سنة 214 هـ وكان تابعًا لبيت الحكمة. تمت في المرصد أولى عمليات الأرصاد الفلكية في التاريخ الإسلامي، وعند نجاحه أُسِّس مرصد مماثل في جبل قاسيون بدمشق بأمر من الخليفة المأمون، ذكر ابن النديم أن آلات الرصد كانت تصنع في مدينة حران ثم انتشرت صناعتها في البلاد الإسلامية. من العلماء الذين رصدوا في مرصد الشماسية الفلكي يحيى بن أبي منصور والفلكي العباس الجوهري والفلكي سند بن علي، أستخدم في المرصد آلات فلكية صنعت على غرار الآلات الفلكية اليونانية. كان يجري في المرصد تدريس الفلك، وكان الطلاب يجربون ما يدرسونه من نظريات علمية، عمل فيه فريق من الفلكيين والمنجمين والجغرافيين والرياضيين، كما كان يعمل فيه بعض الفلكيين الذين كانوا يعملون في بيت الحكمة أو كانوا مسؤولين عن أقسام فيه، منهم أبو سهل الفضل بن نوبخت، ومحمد بن موسى الخوارزمي الذي أمره المأمون بعمل الزيجات لحركات الكواكب وقياس درجتين أرضيتين لإمكان تقدير حجم الأرض بصورة أدق من ذي قبل، كما أمره برسم خريطة جغرافية كبيرة، وله كتب فلكية منها: صنعة الأسطرلابات، وذات الحلق، والأمطار والرياح، ومن علماء المرصد يحيى بن أبي منصور الفارسي وكان أحد أصحاب الأرصاد زمن المأمون وله من الكتب: كتاب الريح الممتحن، ومقالة في ارتفاع سدس ساعة لعرض مدينة السلام. وقد اعتمد عليه المأمون اعتمادًا كبيرًا حين قرر بناء مرصد الشماسية مع نخبة من العلماء. ممن عملوا في المرصد أبناء موسى بن شاكر، وكان أبوهم فلكيًا ورياضيًا، ومن المنجمين الذين عملوا في المرصد سند بن علي اليهودي منجم المأمون، كان يهوديًا وأسلم على يد المأمون، وكان مسؤولًا عن الأرصاد في المرصد، من كتبه: المنفصلات والمتوسطات، والحساب الهندي، والجمع والتفريق، والجبر والمقابلة، ومن علماء المرصد أحمد بن عبد الله المروزي الذي ألف كتاب الزنج المأموني، والأبعاد، وعمل الأسطرلابات، والحسن بن إبراهيم الأبخ الذي ألف كتاب الاختيارات وكتاب المطر وكتاب المواليد، وجعفر بن محمد البلخي، وعمر بن الفرخان الطبري أحد رؤساء الترجمة والمحققين بعلم حركات النجوم وأحكامها. لعب المرصد دورًا مهمًا في علم الفلك، فأكثر علمائه من التأليف، وكانوا يقومون بالتجارب داخله لمعرفة مواقع الكواكب والنجوم ودراسة أبعاد الأرض، كما اخترعوا أجهزة كثيرة في ميدان الفلك.

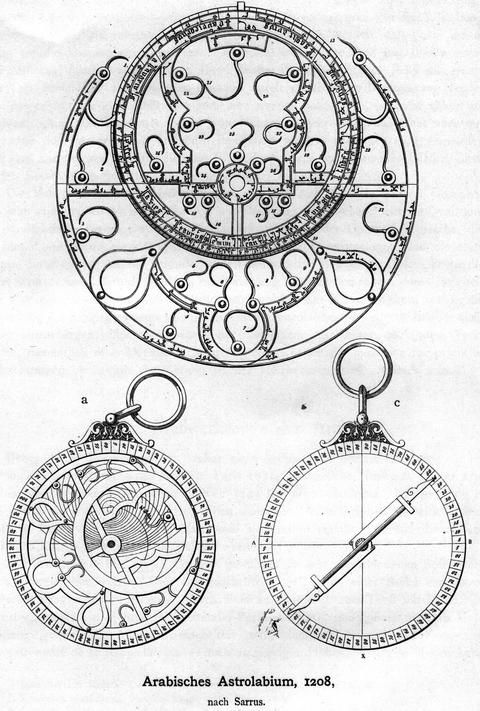
أحد أشكال الأسطرلابات التي برع المسلمون في صناعتها واستعمالها، في الصورة إسطرلاب عربي يعود لعام 1208.

من إنجازات المرصد إصدار جداول فلكية جديدة عرفت بالأزياج الفلكية. الأزياج هي جداول حسابية تبين مواقع النجوم والكواكب، مع حسبان حركاتها في كل زمن ووقت، وعلم الأزياج فرع من فروع علم الفلك استفاد فيه الفلكيون العرب من علم الأزياج الهندي والفارسي، وكلمة زيج هي في أصلها كلمة فارسية أخذت من زيك التي تعني خيوط النسيج الطولية. كان الزيج الدقيق يزود مستخدمية بكل ما يحتاج إليه من أدوات لتحديد منازل الشمس والقمر والكواكب المرئية، وتعيين الوقت من النهار والليل استنادًا إلى الأرصاد النجمية أو الشمسية، وكان ذا فائدة عظيمة لضبط أوقات الصلوات الخمس، وتحري الهلال لتحديد بداية الشهر القمري. برع كثير من العلماء العرب في وضع هذه الجداول الفلكية وتركوا آثارًا قيمة في هذا المجال، ومن أوائل من قام بذلك إبراهيم بن حبيب الفزاري (ت: 154 هـ)، أما الذين قاموا بعمل أزياج للخليفة المأمون فهم: سند بن علي وأحمد بن عبد الله المروزي وعلي بن عيسى الأسطرلابي. من أشهر أزياج المروزي: المؤلف على مذهب السند هند، وقد خالف في كثير منه الفلكيان الفزاري والخوارزمي، وزيج الممتحن، وهو أشهر أعماله في علم الأزياج، وقد ألفه بعد رحلته التي طلب إليه المأمون فيها قياس محيط الأرض، وضمنه حركات الكواكب، والزيج الصغير، كما أن له زيجين آخرين أقل شهرة هما الزيج الدمشقي، والزيج المأموني.
قام المأمون بإرسال بعثة للتحقق من محيط الأرض، وفيه أن المأمون سمع أن بطليموس حسب محيط الأرض فأحب أن يتأكد من هذا الرقم الذي ذكره بطليموس، فشكل الخليفة بعثتين علميتين، وأمرهما بالانطلاق إلى منطقتين مختلفتين، وكان على رأس هاتين البعثتين مجموعة من علماء الفلك المشهورين: البعثة الأولى مؤلفة من سند بن علي وأحمد بن عبد الله المروزي وغيرهما، البعثة الثانية مؤلفة من علي بن البحتري وعلي بن عيسى الأسطرلابي، أمر المأمون البعثتين أن يقيسوا قوسًا يقابل مقدار درجة من أعظم دائرة من دوائر منتصف النهار، ودائرة منتصف النهار هي الدائرة التي تكون فيها الشمس بمنتصف النهار، وعندما تتحرك هذه الدائرة بمقدار درجة فهي تعادل درجة على سطح الأرض. سارت البعثة الأولى إلى ما بين واسط وتدمر، وقاست هناك مقدار درجة من أعظم دائرة تمر بسطح الكرة فكانت سبعة وخمسين ميلاً، أما البعثة الثانية فقد سارت إلى برية سنجار وهي صحراء واسعة بين نهري دجلة والفرات على اعتبار أنهم كانوا يبحثون عن أرض منبسطة ليستطيعوا القيام بقياساتهم، وكانت نتيجة قياس البعثة الثانية ستة وخمسين وربع الميل، ويكون متوسط القياسين ستة وخمسين وثلثي الميل. اختلف العلماء المتأخرين على مقدار طول الميل العربي، ولكن كل حساباتهم التي أجروها على نتائج بعثة المأمون تشير أن البعثة قامت بحساب دقيق لمحيط الأرض وأن أرقامهم قريبًا جدًا للرقم العلمي لمحيط الأرض البالغ 40.075 كم عند خط الاستواء.

## أثره

### في الحضارة الإسلامية
أسس الرشيد بيت الحكمة ليكون خزانة للتأليف والترجمة، وفي عصر المأمون ازدهرت الحركة العلمية بفضل عنايته بالعلم وتشجيعه للعلماء، فقام علماء عصرة بأكبر مجهود في ترجمة العلوم والفلسفة والمعارف السابقة، ولم يمض وقت غير قليل حتى أصبحت المعارف السابقة في متناول العرب في ترجمة متقنة جيدة، وأصبحت الكتابة والاشتغال بالعلوم والآداب أعظم المهن، حتى ذاع المثل القائل: الكتابة أشرف مناصب الدنيا بعد الخلافة. ثم تبع دور الترجمة في بيت الحكمة دور آخر وهو الابتكار والتأليف، وانتشار دكاكين الوراقين وهي مكتبات صغيرة منتشرة في أسواق بغداد. فعلم الطب من أوسع مجالات العلوم الحياتية التي كان للمسلمين إسهامات فيها، فلم تقتصر جهودهم على علاج الأمراض بل تعداه إلى تأسيس منهج تجريبي في الممارسة الطبية وقايةً وعلاجًا، أما الهندسة فقد دخلت بغداد عبر الترجمات اليونانية خصوصًا كتاب إقليدس أصول الهندسة، وتطور بعد ذلك فلم يقف عند الترجمة بل جاءت مرحلة التصحيح والإنتاج في مجال الهندسة النظرية، في الفلك كان أكبر مآثر بيت الحكمة إنشاء مرصد الشماسية الذي تولى لواء التأليف والابتكار والاختراع في الفلك، ثم توالى بعد ذلك إنشاء المراصد في أنحاء العالم الإسلامي، وأثرت هذه المراصد في معرفة الإسطرلاب وقياس الأرض ودورانها ومحيطها، في مجال الجغرافيا مازالت مؤلفات المسلمين تحتل مكانًا مهمًا حتى اليوم. ساهم بيت الحكمة في إنقاذ التراث العالمي من الفناء بجلب كنوز المعرفة من أنحاء العالم كعمورية وأنقرة وغيرها. بإنشاء بيت الحكمة تم إدخال نظام جديد على العالم الإسلامي للمكتبات وهو ترتيب الكتب بناءً على صنف الكتاب، روى أبو بكر بن شاذان قال: «رأيت للصولي بيتا عظيما مملوء بالكتب، وهي مصفوفة وجلودها مختلفة الألوان، ولكل صنف من الكتب لون، فصنف أحمر وآخر أصفر وغير ذلك».

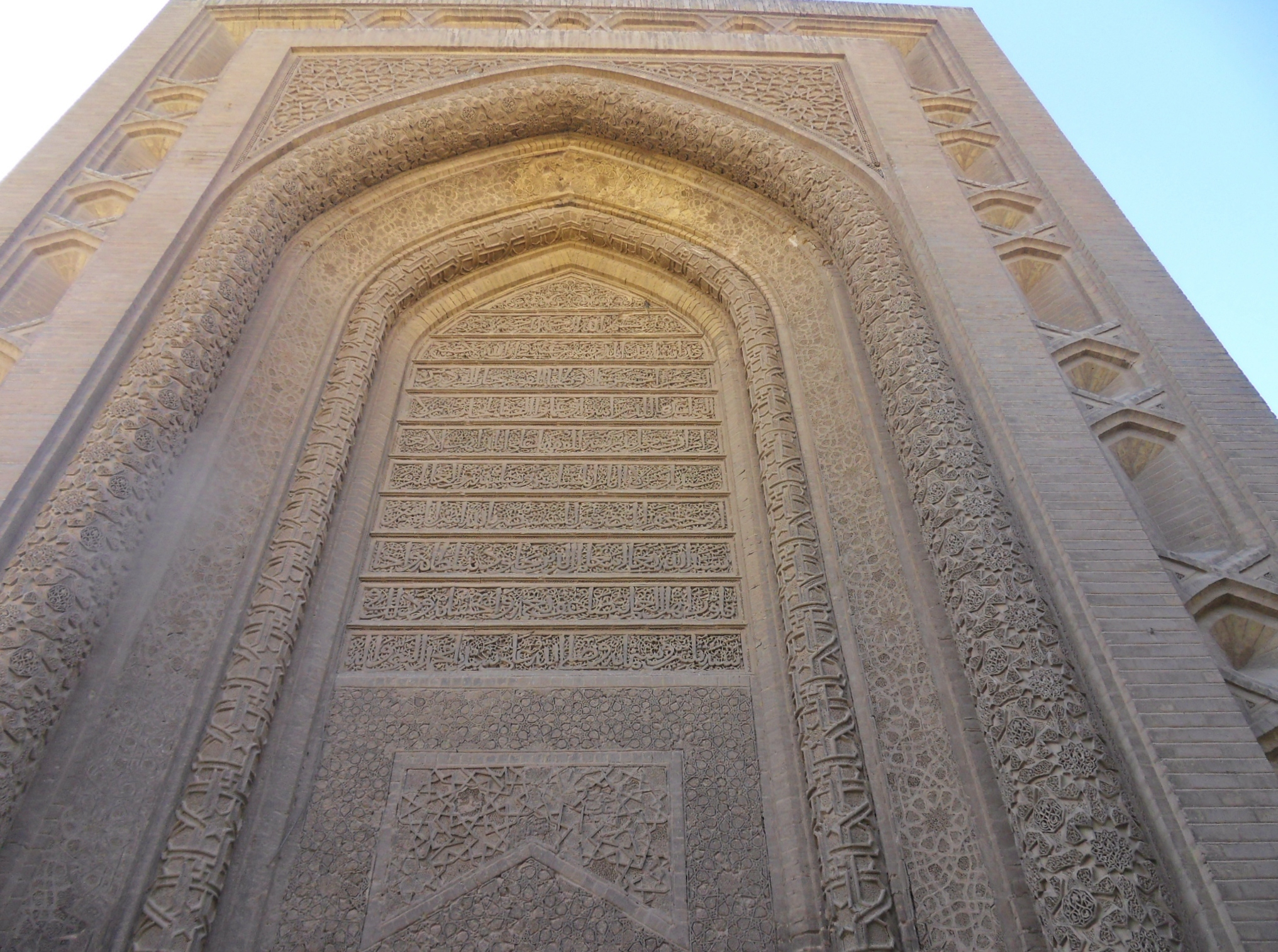
خط عربي منقوش على جدران المدرسة المستنصرية التي بنيت على يد الخليفة المستنصر بالله عام 1233م، والتي تمثل أحد تطور التعليم في الدولة العباسية.

كانت بغداد أثناء النهضة العلمية في العصر العباسي ممثلة في بيت الحكمة مقصدًا للعلماء وكعبة للعلم، ولما اضطربت أحوال الخلافة بعد زمن المأمون، نشأت دول جديدة في مصر والأندلس، وتفرق العلماء وأصبح للعلم مراكز جديدة، وأثمرت جهود رعاية الخلفاء العباسيين ومركز بيت الحكمة في نشأت مراكز ومدارس علمية جديدة في كل من خرسان والري وأصبهان وأذربيجان وما وراء النهر ومصر والشام والأندلس. شجع إنشاء بيت الحكمة دول العالم الإسلامي نحو تأسيس مراكز علمية على غراره، فكانت مكتبة العزيز في القاهرة، ومكتبة الزهراء في قرطبة، ثم توالت دور الكتب والدراسة بالمشرق الإسلامي في الظهور، ومن أشهرها مكتبة المدرسة النظامية وخزائن كتب النجف وخزائن سيف الدولة في حلب والمدرسة النورية ومكتبة أبي الفداء في حماة والمكتبة الظاهرية في دمشق ومكتبة بني عمار في طرابلس. في المغرب كان الجامع الأعظم في القيروان، وجامع الزيتونة في تونس وجامع القرويين في فاس، والحكمة في مراكش، والجامع الأعظم في مكناس. كانت هذه المدارس وغيرها الكثير أحد أسباب ازدهار العلم في العصر الإسلامي، وكان لبيت الحكمة أثر عظيم في ازدهار المدارس التي تجيد تخصص معين كمدرسة الكوفيين والبصريين، حيث ازدهرت فيهما العلوم اللغوية ونما النحو العربي، وتكونت المدرستان المشهورتان في النحو: نحاة الكوفة وكان يغلب عليهم القياس، ونحاة البصرة ويغلب عليهم السماع. أدى انتشار المدارس العلمية في العالم الإسلامي لانتشار التخصص في الدراسات والتأليف، ففي القرن الثالث الهجري اشتهرت مدينة بغداد بالدراسات الفلسفية نتيجة تشجيع الخلفاء ورعايتهم للترجمة والمشتغلين بها، بينما اشتهرت جامعة الفسطاط بالدراسات الفقهية الشافعية لإقامة الإمام الشافعي بها ووجود تلاميذه فيها حتى أصبحت مقصدًا للطلاب الراغبين في الفقه الشافعي، كما اشتهرت جامعات المغرب بالعناية بالحديث والفقه.

### في الحضارة الغربية
كان بيت الحكمة في بغداد حتى القرن الثالث عشر الميلادي مركزًا رئيسيًا للتعليم على مستوى العالم في العصور الوسطى، بني في المقام الأول كمكتبة وأصبح البيت بيتًا للحكمة القديمة والحديثة خلال العصر الذهبي للإسلام، وساهم بشكل رئيسي في الحفاظ على الأعمال الإنسانية المهمة، ونقلها إلى مختلف أنحاء أوروبا. يقول الكاتب البريطاني جوناثان ليونس: «كانت الثقافة الإسلامية مزدهرة وأصبحت مصدر قوة في الاستكشافات الفكرية بعد أن جلبت الثروات العلمية من مدن متعددة في العالم، وأصبحت بغداد والقاهرة تضم مكتباتها مئات آلاف الكتب، بالضبط كما هو الوضع الآن في أفضل المكتبات الأوروبية. في إطار البحث العلمي والفكري الحيوي تمكن علماء الإسلام من قياس محيط الأرض، وهو إنجاز لم يقابله إنجاز مماثل في الغرب لمدة ثمانمئة سنة، واكتشفوا الجبر، وكانوا بارعين في علم الفلك والملاحة، ووضعوا الاسطرلاب وغيرها من الآلات الفلكية، وترجموا جميع النصوص العلمية والفلسفية اليونانية من كتب أرسطو وجالينوس وبطليموس وغيرهم، وصنعوا الورق، وأنتجوا العدسات والمرايا، وطوروا الفروع العلمية النظرية. بدونهم لم تكن للمعرفة أن تنتقل إلى الغرب وأوروبا على مدى الألفية الماضية». من أهم المساهمات العلمية التي انتقلت إلى أوروبا وساهمت في بداية نهضتها العلمية: القدرة على تحديد الزمن بدقة وتحديد المواعيد وكانت الأداة الرئيسية لهذا التحديد أسطرلاب، علم الكيمياء، علم المثلثات والهندسة الفراغية التي ساهمت في صنع الخرائط والملاحة في المدن والأماكن، الجبر والهندسة وحساب المثلثات والنظام العددي المعاصر، الجداول والنجوم والتقاويم، القدرة على توقع الأحداث الفلكية مثل الخسوف والكسوف بدقة كبيرة، الفلسفة الطبيعية، وعلم الكون العلمي والبصريات، والأهم من ذلك كله انتقال فكرة أن الدين والعلم والإيمان والعقل يمكن أن تتعايش، وهذا أعطى المفكرين الغربيين في العصور الوسطى القدرة على استكشاف الكون دون التعدي على عظمة الله.

### باللغة العربية
1. ↑  مفتاح يونس الرباصي (2010م). المؤسسات التعليمية في العصر العباسي الأول 132-232 هـ (الطبعة الأولى). القاهرة - مصر. المجموعة العربية للتدريب والنشر صفحة 104
2. ↑  علي بن إبراهيم النملة (1427 هـ - 2006م). النقل والترجمة في الحضارة الإسلامية (الطبعة الثالثة). الرياض - السعودية. مطبوعات مكتبة الملك فهد الوطنية صفحة 130
3. ↑  جوناثان ليونز، ترجمة مازن جندلي (2013م). بيت الحكمة كيف أسس العرب لحضارة الغرب (الطبعة الأولى). بيروت - لبنان. الدار العربية للعلوم ناشرون، مركز البابطين للترجمة صفحة 92
4. ↑  الآثار الحضارية للترجمة في العصر العباسي الأول، رسالة ماجستير،أسامة فلوس (1434 هـ - 2013م) كلية الآداب واللغات بجامعة تلمسان. تلمسان - الجزائر. صفحة 14
5. ↑  مريم سلامة كار، ترجمة نجيب غزاوي (1998م). الترجمة في العصر العباسي (الطبعة الأولى). دمشق - سوريا. منشورات وزارة الثقافة السورية صفحة 13
6. 1 2  سعيد الديوه جي (1392 هـ - 1972م). بيت الحكمة (الطبعة الثانية). بغداد - العراق. مؤسسة دار الكتب للطباعة والنشر صفحة 6
7. ↑  قصة الحضارة (صفحة 91 من جزء 13) المكتبة الإسلامية. وصل لهذا المسار في 30 سبتمبر 2016 نسخة محفوظة 6 فبراير 2019 على موقع واي باك مشين.
8. ↑  حيدر قاسم التميمي (1432 هـ - 2011م). بيت الحكمة العباسي ودوره في ظهور مراكز الحكمة في العالم الإسلامي (الطبعة الأولى). عمان - الأردن. دار زهران للنشر والتوزيع صفحة 41
9. ↑  خضر أحمد عطا الله (1989 م). بيت الحكمة في عصر العباسيين (الطبعة الأولى). القاهرة - مصر. دار الفكر العربي صفحة 33
10. ↑  ابن أبي أصيبعة، تحقيق نزار رضا. عيون الأنباء في طبقات الأطباء (الطبعة الأولى). بيروت - لبنان. دار مكتبة الحياة صفحة 246
11. ↑  خضر أحمد عطا الله (1989 م). بيت الحكمة في عصر العباسيين (الطبعة الأولى). القاهرة - مصر. دار الفكر العربي صفحة 34
12. ↑  أحمد القطان، محمد طاهر الزين (2001م). هارون الرشيد الخليفة المظلوم (الطبعة الثانية). الإسكندرية - مصر. دار الإيمان للطبع والنشر والتوزيع صفحة 171
13. ↑  الآثار الحضارية للترجمة في العصر العباسي الأول، رسالة ماجستير،أسامة فلوس (1434 هـ - 2013م) كلية الآداب واللغات بجامعة تلمسان. تلمسان - الجزائر. صفحة 62
14. ↑  سعيد الديوه جي (1392 هـ - 1972م). بيت الحكمة (الطبعة الثانية). بغداد - العراق. مؤسسة دار الكتب للطباعة والنشر صفحة 13
15. ↑  هولو جودت فرج (1990م). البرامكة سلبياتهم وإيجابياتهم (الطبعة الأولى). بيروت - لبنان. دار الفكر اللبناني صفحة 175 - 178
16. ↑  علي بن إبراهيم النملة (1427 هـ - 2006م). النقل والترجمة في الحضارة الإسلامية (الطبعة الثالثة). الرياض - السعودية. مطبوعات مكتبة الملك فهد الوطنية صفحة 127
17. 1 2  ابن أبي أصيبعة، تحقيق نزار رضا. عيون الأنباء في طبقات الأطباء (الطبعة الأولى). بيروت - لبنان. دار مكتبة الحياة صفحة 260
18. ↑  مجلة جامعة الأنبار للعلوم الإنسانية، الإسهامات الحضارية لعلماء أهل الذمة في تنشيط بيت الحكمة البغدادي، عثمان عبد العزيز صالح المحمدي (العدد 2 2010م). الأنبار - العراق. صفحة 193
19. ↑  أحمد فريد رفاعي (2013م). عصر المأمون (الطبعة الأولى). القاهرة - مصر. مؤسسة هنداوي للتعليم والثقافة صفحة 359
20. 1 2  بيوت الحكمة، هند عبد الحليم محفوظ مجلة الوعي الإسلامي. وصل لهذا المسار في 1 أكتوبر 2016 نسخة محفوظة 13 أكتوبر 2016 على موقع واي باك مشين.
21. 1 2  حيدر قاسم التميمي (1432 هـ - 2011م). بيت الحكمة العباسي ودوره في ظهور مراكز الحكمة في العالم الإسلامي (الطبعة الأولى). عمان - الأردن. دار زهران للنشر والتوزيع صفحة 27
22. ↑  سعيد الديوه جي (1392 هـ - 1972م). بيت الحكمة (الطبعة الثانية). بغداد - العراق. مؤسسة دار الكتب للطباعة والنشر صفحة 18
23. ↑  ابن أبي أصيبعة، تحقيق نزار رضا. عيون الأنباء في طبقات الأطباء (الطبعة الأولى). بيروت - لبنان. دار مكتبة الحياة صفحة 172
24. ↑  أحمد فريد رفاعي (2013م). عصر المأمون (الطبعة الأولى). القاهرة - مصر. مؤسسة هنداوي للتعليم والثقافة صفحة 357 - 361
25. ↑  مجلة جامعة الأنبار للعلوم الإنسانية، الإسهامات الحضارية لعلماء أهل الذمة في تنشيط بيت الحكمة البغدادي، عثمان عبد العزيز صالح المحمدي (العدد 2 2010م). الأنبار - العراق. صفحة 192
26. ↑  كتاب التنبيه والإشراف للمسعودي صفحة 30 المكتبة الشاملة. وصل لهذا المسار في 1 أكتوبر 2016 نسخة محفوظة 13 أكتوبر 2016 على موقع واي باك مشين. [وصلة مكسورة]
27. ↑  جوناثان ليونز، ترجمة مازن جندلي (2013م). بيت الحكمة كيف اسس العرب لحضارة الغرب (الطبعة الأولى). بيروت - لبنان. الدار العربية للعلوم ناشرون، مركز البابطين للترجمة صفحة 120
28. ↑  جوناثان ليونز، ترجمة مازن جندلي (2013م). بيت الحكمة كيف اسس العرب لحضارة الغرب (الطبعة الأولى). بيروت - لبنان. الدار العربية للعلوم ناشرون، مركز البابطين للترجمة صفحة 99
29. ↑  تدمير الحضارة سنة الغزاة (23)، دراغب السرجاني قصة الإسلام، 22 سبتمبر 2010. وصل لهذا المسار في 1 أكتوبر 2016 نسخة محفوظة 10 ديسمبر 2016 على موقع واي باك مشين.
30. ↑  الصاوي محمد الصاوي (2012م). هولاكو الأمير السفاح (الطبعة الأولى). الجيزة - مصر. مكتبة النافذة صفحة 194
31. ↑  بيت الحكمة البغدادي وأثره في الحركة العلمية في الدولة العباسية، رسالة ماجستير، رفيدة إسماعيل عطالله إسماعيل (2009م) كلية الآداب قسم التاريخ بجامعة الخرطوم. الخرطوم - السودان. صفحة 139 - 152
32. ↑  بيت الحكمة ولقاء الثقافات، يسرى عبد الغنى عبد الله موقع الحضارات الأهرام للفنون والآداب والتراث. وصل لهذا المسار في 1 أكتوبر 2016 [وصلة مكسورة] نسخة محفوظة 30 يوليو 2018 على موقع واي باك مشين.
33. ↑  خضر أحمد عطا الله (1989 م). بيت الحكمة في عصر العباسيين (الطبعة الأولى). القاهرة - مصر. دار الفكر العربي صفحة 64
34. ↑  كتاب الفهرست تأليف: محمد بن إسحاق أبو الفرج النديم المكتبة الإسلامية. وصل لهذا المسار في 1 أكتوبر 2016 نسخة محفوظة 13 أكتوبر 2016 على موقع واي باك مشين.
35. ↑  كتاب معجم الأدباء إرشاد الأريب إلى معرفة الأديب المكتبة الإسلامية. وصل لهذا المسار في 2 أكتوبر 2016 نسخة محفوظة 13 أكتوبر 2016 على موقع واي باك مشين. [وصلة مكسورة]
36. ↑  مجلة جامعة الأنبار للعلوم الإنسانية، الإسهامات الحضارية لعلماء أهل الذمة في تنشيط بيت الحكمة البغدادي، عثمان عبد العزيز صالح المحمدي (العدد 2 2010م). الأنبار - العراق. صفحة 197
37. ↑  المراصد الفلكية في العراق بين الماضي والحاضر د. عبد الرحمن حسين صالح المحمدي مجلة علوم جامعة بغداد. وصل لهذا المسار في 2 أكتوبر 2016 نسخة محفوظة 13 أكتوبر 2016 على موقع واي باك مشين.
38. ↑  حيدر قاسم التميمي (1432 هـ - 2011م). بيت الحكمة العباسي ودوره في ظهور مراكز الحكمة في العالم الإسلامي (الطبعة الأولى). عمان - الأردن. دار زهران للنشر والتوزيع صفحة 31
39. ↑  مريم سلامة كار، ترجمة نجيب غزاوي (1998م). الترجمة في العصر العباسي (الطبعة الأولى). دمشق - سوريا. منشورات وزارة الثقافة السورية صفحة 27
40. ↑  ابن أبي أصيبعة، تحقيق نزار رضا. عيون الأنباء في طبقات الأطباء (الطبعة الأولى). بيروت - لبنان. دار مكتبة الحياة صفحة 193
41. ↑  تقي الدين المقريزي (1987م). المواعظ ولاعتبار بذكر الخطط والآثار الجزء الأول (الطبعة الثانية). القاهرة - مصر. مكتبة الثقافة الدينية صفحة 193
42. ↑  موسوعة الفرق الباب السادس: فرقة المعتزلة الفصل الأول: التعريف بالمعتزلة ونشأتها المبحث السادس: عوامل ظهور المعتزلة وانتشار أفكارهم الدرر السنية. وصل لهذا المسار في 2 أكتوبر 2016 نسخة محفوظة 13 يوليو 2017 على موقع واي باك مشين.
43. ↑  خضر أحمد عطا الله (1989 م). بيت الحكمة في عصر العباسيين (الطبعة الأولى). القاهرة - مصر. دار الفكر العربي صفحة 138
44. ↑  خضر أحمد عطا الله (1989 م). بيت الحكمة في عصر العباسيين (الطبعة الأولى). القاهرة - مصر. دار الفكر العربي صفحة 140 - 141
45. ↑  الأقسام العلمية في مكتبة بغداد قصة الإسلام، 3 مايو 2010. وصل لهذا المسار في 2 أكتوبر 2016 نسخة محفوظة 7 أكتوبر 2016 على موقع واي باك مشين.
46. ↑  آل بختيشوع.. عائلة طبية رائدة قصة الإسلام، 28 مارس 2013. وصل لهذا المسار في 2 أكتوبر 2016 نسخة محفوظة 20 مايو 2015 على موقع واي باك مشين.
47. ↑  فؤاد يوسف قزانجي (2010م). أصول الثقافة السريانية في بلاد ما بين النهرين (الطبعة الأولى). عمان - الأردن. دار دجلة صفحة 117
48. ↑  علي بن إبراهيم النملة (1427 هـ - 2006م). النقل والترجمة في الحضارة الإسلامية (الطبعة الثالثة). الرياض - السعودية. مطبوعات مكتبة الملك فهد الوطنية صفحة 141
49. ↑  الآثار الحضارية للترجمة في العصر العباسي الأول، رسالة ماجستير،أسامة فلوس (1434 هـ - 2013م) كلية الآداب واللغات بجامعة تلمسان. تلمسان - الجزائر. صفحة 71 - 78
50. ↑  بيت الحكمة البغدادي وأثره في الحركة العلمية في الدولة العباسية، رسالة ماجستير، رفيدة إسماعيل عطالله إسماعيل (2009م) كلية الآداب قسم التاريخ بجامعة الخرطوم. الخرطوم - السودان. صفحة 79
51. ↑  مريم سلامة كار، ترجمة نجيب غزاوي (1998م). الترجمة في العصر العباسي (الطبعة الأولى). دمشق - سوريا. منشورات وزارة الثقافة السورية صفحة 34
52. ↑  الآثار الحضارية للترجمة في العصر العباسي الأول، رسالة ماجستير،أسامة فلوس (1434 هـ - 2013م) كلية الآداب واللغات بجامعة تلمسان. تلمسان - الجزائر. صفحة 68
53. ↑  مريم سلامة كار، ترجمة نجيب غزاوي (1998م). الترجمة في العصر العباسي (الطبعة الأولى). دمشق - سوريا. منشورات وزارة الثقافة السورية صفحة 48
54. ↑  مريم سلامة كار، ترجمة نجيب غزاوي (1998م). الترجمة في العصر العباسي (الطبعة الأولى). دمشق - سوريا. منشورات وزارة الثقافة السورية صفحة 35
55. ↑  الآثار الحضارية للترجمة في العصر العباسي الأول، رسالة ماجستير،أسامة فلوس (1434 هـ - 2013م) كلية الآداب واللغات بجامعة تلمسان. تلمسان - الجزائر. صفحة 70
56. ↑  بيت الحكمة البغدادي وأثره في الحركة العلمية في الدولة العباسية، رسالة ماجستير، رفيدة إسماعيل عطالله إسماعيل (2009م) كلية الآداب قسم التاريخ بجامعة الخرطوم. الخرطوم - السودان. صفحة 76
57. ↑  مجلة جامعة الأنبار للعلوم الإنسانية، الإسهامات الحضارية لعلماء أهل الذمة في تنشيط بيت الحكمة البغدادي، عثمان عبد العزيز صالح المحمدي (العدد 2 2010م). الأنبار - العراق. صفحة 185
58. ↑  حيدر قاسم التميمي (1432 هـ - 2011م). بيت الحكمة العباسي ودوره في ظهور مراكز الحكمة في العالم الإسلامي (الطبعة الأولى). عمان - الأردن. دار زهران للنشر والتوزيع صفحة 36
59. ↑  Hyman and Walsh Philosophy in the Middle Ages Indianapolis, 1973, p. 204' Meri, Josef W. and Jere L. Bacharach, Editors, Medieval Islamic Civilization Vol. 1, A–K, Index, 2006, p. 304.
60. ↑  Adamson, London Peter The Great Medieval Thinkers: Al-Kindi Oxford University Press, New York, 2007, p. 6. London, Peter Adamson is a Lecturer in Late Ancient Philosophy at King's College. نسخة محفوظة 2022-05-27 على موقع واي باك مشين.
61. ↑  نبذة حول الأديب: عبد الله ابن المقفع الموسوعة العالمية للشعر العربي. وصل لهذا المسار في 5 أكتوبر 2016 نسخة محفوظة 25 سبتمبر 2017 على موقع واي باك مشين.
62. ↑  خضر أحمد عطا الله (1989 م). بيت الحكمة في عصر العباسيين (الطبعة الأولى). القاهرة - مصر. دار الفكر العربي صفحة 336
63. ↑  علي بن إبراهيم النملة (1427 هـ - 2006م). النقل والترجمة في الحضارة الإسلامية (الطبعة الثالثة). الرياض - السعودية. مطبوعات مكتبة الملك فهد الوطنية صفحة 116
64. ↑  جوناثان ليونز، ترجمة مازن جندلي (2013م). بيت الحكمة كيف اسس العرب لحضارة الغرب (الطبعة الأولى). بيروت - لبنان. الدار العربية للعلوم ناشرون، مركز البابطين للترجمة صفحة 93
65. 1 2  عطية محمد عطية (2011م). مقدمة في الحضارة العربية الإسلامية ونظمها (الطبعة الأولى). عمان - الأردن. دار يافا العلمية للنشر والتوزيع صفحة 229
66. ↑  أحمد فريد رفاعي (2013م). عصر المأمون (الطبعة الأولى). القاهرة - مصر. مؤسسة هنداوي للتعليم والثقافة صفحة 362 - 367
67. ↑  مصطفى الجيوسي (1426 هـ - 2005م). موسوعة علماء العرب والمسلمين وأعلامهم (الطبعة الأولى). عمان - الأردن. دار أسامة للنشر والتوزيع صفحة 121 - 122
68. ↑  أحمد فريد رفاعي (2013م). عصر المأمون (الطبعة الأولى). القاهرة - مصر. مؤسسة هنداوي للتعليم والثقافة صفحة 368
69. ↑  مانفرد ألمان، ترجمة سامي عبد المحسن الأيوبي (1429 هـ - 2008م). الطب الإسلامي (الطبعة الأولى). الرياض - السعودية. مكتبة العبيكان صفحة 45 - 46
70. ↑  أحمد فريد رفاعي (2013م). عصر المأمون (الطبعة الأولى). القاهرة - مصر. مؤسسة هنداوي للتعليم والثقافة صفحة 369 - 372
71. ↑  عادل محمد الحاج (2005م). موسوعة أعلام العرب والمسلمين في علوم الحيوان والنبات (الطبعة الأولى). عمان - الأردن. دار النشر دار أسامة للنشر والتوزيع صفحة 289
72. ↑  مجلة جامعة الأنبار للعلوم الإنسانية، الإسهامات الحضارية لعلماء أهل الذمة في تنشيط بيت الحكمة البغدادي، عثمان عبد العزيز صالح المحمدي (العدد 2 2010م). الأنبار - العراق. صفحة 204
73. ↑  عبد الرحمن حسين العزاوي (1432 هـ - 2011م). تاريخ الحضارة العربية الإسلامية (الطبعة الأولى). عمان - الأردن. دار الخليج صفحة 137
74. ↑  أحمد فريد رفاعي (2013م). عصر المأمون (الطبعة الأولى). القاهرة - مصر. مؤسسة هنداوي للتعليم والثقافة صفحة 373 - 374
75. ↑  حيدر قاسم التميمي (1432 هـ - 2011م). بيت الحكمة العباسي ودوره في ظهور مراكز الحكمة في العالم الإسلامي (الطبعة الأولى). عمان - الأردن. دار زهران للنشر والتوزيع صفحة 32
76. ↑  المراصد الفلكية في العراق بين الماضي والحاضر د. عبد الرحمن حسين صالح المحمدي مجلة علوم كلية العلوم جامعة بغداد. وصل لهذا المسار في 7 أكتوبر 2016 نسخة محفوظة 13 أكتوبر 2016 على موقع واي باك مشين.
77. ↑  الآثار الحضارية للترجمة في العصر العباسي الأول، رسالة ماجستير،أسامة فلوس (1434 هـ - 2013م) كلية الآداب واللغات بجامعة تلمسان. تلمسان - الجزائر. صفحة 82
78. 1 2  جوناثان ليونز، ترجمة مازن جندلي (2013م). بيت الحكمة كيف اسس العرب لحضارة الغرب (الطبعة الأولى). بيروت - لبنان. الدار العربية للعلوم ناشرون، مركز البابطين للترجمة صفحة 101
79. ↑  كتاب كشف الظنون عن أسامي الكتب والفنون الموسوعة الشاملة. وصل لهذا المسار في 7 أكتوبر 2016 نسخة محفوظة 13 أكتوبر 2016 على موقع واي باك مشين. [وصلة مكسورة]
80. ↑  علم الأزياج موقع الشيخ محسن آل عصفور. وصل لهذا المسار في 7 أكتوبر 2016 نسخة محفوظة 13 أكتوبر 2016 على موقع واي باك مشين.
81. ↑  مصطفى الجيوسي (1426 هـ - 2005م). موسوعة علماء العرب والمسلمين وأعلامهم (الطبعة الأولى). عمان - الأردن. دار أسامة للنشر والتوزيع صفحة 354
82. ↑  إسهامات العرب في قياس محيط الأرض م. خالد العاني رئيس لجنة إحياء التراث الفلكي العربي في جمعية هواة الفلك السورية، جمعية هواة الفلك السورية. وصل لهذا المسار في 7 أكتوبر 2016 نسخة محفوظة 16 مايو 2017 على موقع واي باك مشين.
83. ↑  حيدر قاسم التميمي (1432 هـ - 2011م). بيت الحكمة العباسي ودوره في ظهور مراكز الحكمة في العالم الإسلامي (الطبعة الأولى). عمان - الأردن. دار زهران للنشر والتوزيع صفحة 33
84. ↑  كتاب صبح الأعشى في صناعة الإنشاء المكتبة الإسلامية. وصل لهذا المسار في 10 أكتوبر 2016 نسخة محفوظة 13 أكتوبر 2016 على موقع واي باك مشين. [وصلة مكسورة]
85. ↑  بيت الحكمة البغدادي وأثره في الحركة العلمية في الدولة العباسية، رسالة ماجستير، رفيدة إسماعيل عطالله إسماعيل (2009م) كلية الآداب قسم التاريخ بجامعة الخرطوم. الخرطوم - السودان. صفحة 98
86. ↑  دور الوراقة والوراقين في الثقافة الإسلامية-د. سهيل الملاذي مجلة الباحثون. وصل لهذا المسار في 10 أكتوبر 2016 نسخة محفوظة 13 أكتوبر 2016 على موقع واي باك مشين.
87. ↑  الآثار الحضارية للترجمة في العصر العباسي الأول، رسالة ماجستير،أسامة فلوس (1434 هـ - 2013م) كلية الآداب واللغات بجامعة تلمسان. تلمسان - الجزائر. صفحة 86
88. ↑  تاريخ بغداد الخطيب البغدادي المكتبة الإسلامية. وصل لهذا المسار في 10 أكتوبر 2016 نسخة محفوظة 8 يناير 2020 على موقع واي باك مشين.
89. ↑  محمد بشير العامري (2012م). دراسات حضارية في التاريخ الأندلسي (الطبعة الأولى). عمان - الأردن. دار غيداء للنشر والتوزيع صفحة 309
90. ↑  خضر أحمد عطا الله (1989 م). بيت الحكمة (الطبعة الأولى). القاهرة - مصر. دار الفكر العربي صفحة 400

### باللغة الإنجليزية
1. ↑  "George Saliba ,Islamic Science and the Making of the European Renaissance". Books google. مؤرشف من الأصل في 2018-10-24. اطلع عليه بتاريخ 2016-10-11.
2. ↑  Josef W، Meri؛ Jere L. Bacharach. Hyman and Walsh Philosophy in the Middle Ages Indianapolis, Medieval Islamic Civilization Vol.1. ص. 304..
3. ↑  "Iraq's Golden Age: The Rise and Fall of the House of Wisdom". the culture trip. مؤرشف من الأصل في 2019-04-05. اطلع عليه بتاريخ 2016-10-10.
4. ↑  "How Islamic Learning Transformed Western Civilization: Review of 'The House of Wisdom'". foundation for science technologh and civilisation. مؤرشف من الأصل في 2018-10-05. اطلع عليه بتاريخ 2016-10-10.

## وصلات خارجية
- بيت الحكمة أول أكاديمية علمية في التاريخ
- دار الحكمة ببغداد ودورها في تعريب العلوم
- مكتبة بيت الحكمة ببغداد وأثرها على الحضارة الإنسانية
- لماذا كان لدار الحكمة في العصر العباسي ببغداد، شهرة عالمية